# Castelli del Molise
La pagina illustra i principali castelli, torri di avvistamento e fortificazioni della regione Molise, ripartiti nella provincia di Campobasso e nella provincia di Isernia.

## Campobasso - Castello Monforte e mura di cinta
Un'antica pergamena risalente al 1375 conferma l'esistenza di un castello nella città già in tale data, ed è la testimonianza più antica al riguardo. Domina la città a circa 790 m s.l.m., quasi cento in più dell'altitudine media del comune. Una preesistente fortificazione sul detto Monte Croce, è da attribuire all'epoca sannitica (IV-II sec. a.C.), poiché sono state rilevate tracce di mura ciclopiche. Nell'epoca longobarda venne eretta la "Torre Jaluongo", la residenza del barone che comandava dall'alto la cittadella di Campobasso.

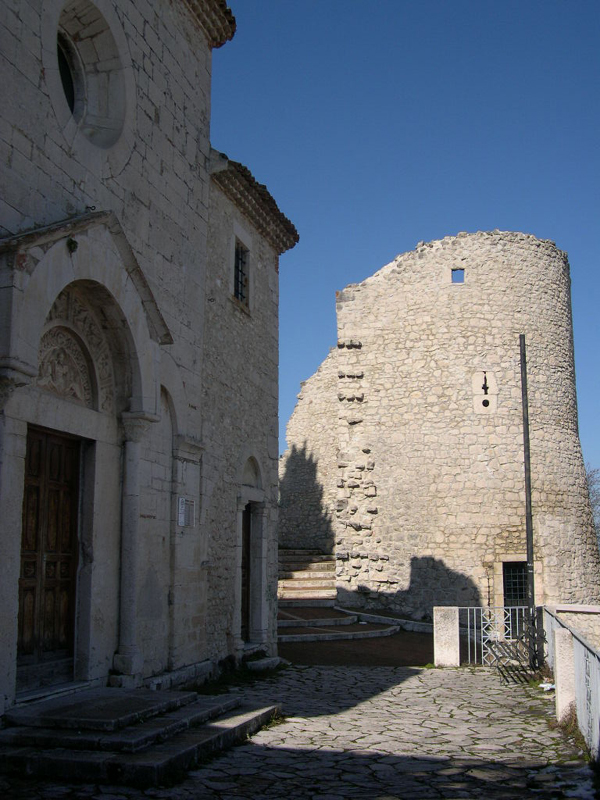
Veduta di torre Terzano, e della facciata della chiesa di San Bartolomeo

Dopo il disastroso terremoto del Sannio del 1456, Campobasso e il fortino angioino erano ridotte in macerie, sicché il feudatario Nicola II Monforte, detto "Cola", ricostruì la cittadina più a valle, oltre la chiesa cimiteriale di San Giorgio, e decise di cingerla con nuove mura di fortificazione, inframmezzate da torri e porte di accesso. Il castello fu eretto a pianta quadrata con quattro torrioni angolari cilindrici, e ingresso rivolto a est, si collegava mediante un'altra torre alla chiesetta di Santa Maria del Monte.
L'area circostante è occupata dal parco della via Matris, un percorso naturalistico che snodandosi lungo il pendio della collina ripercorre le tappe della Via Crucis.

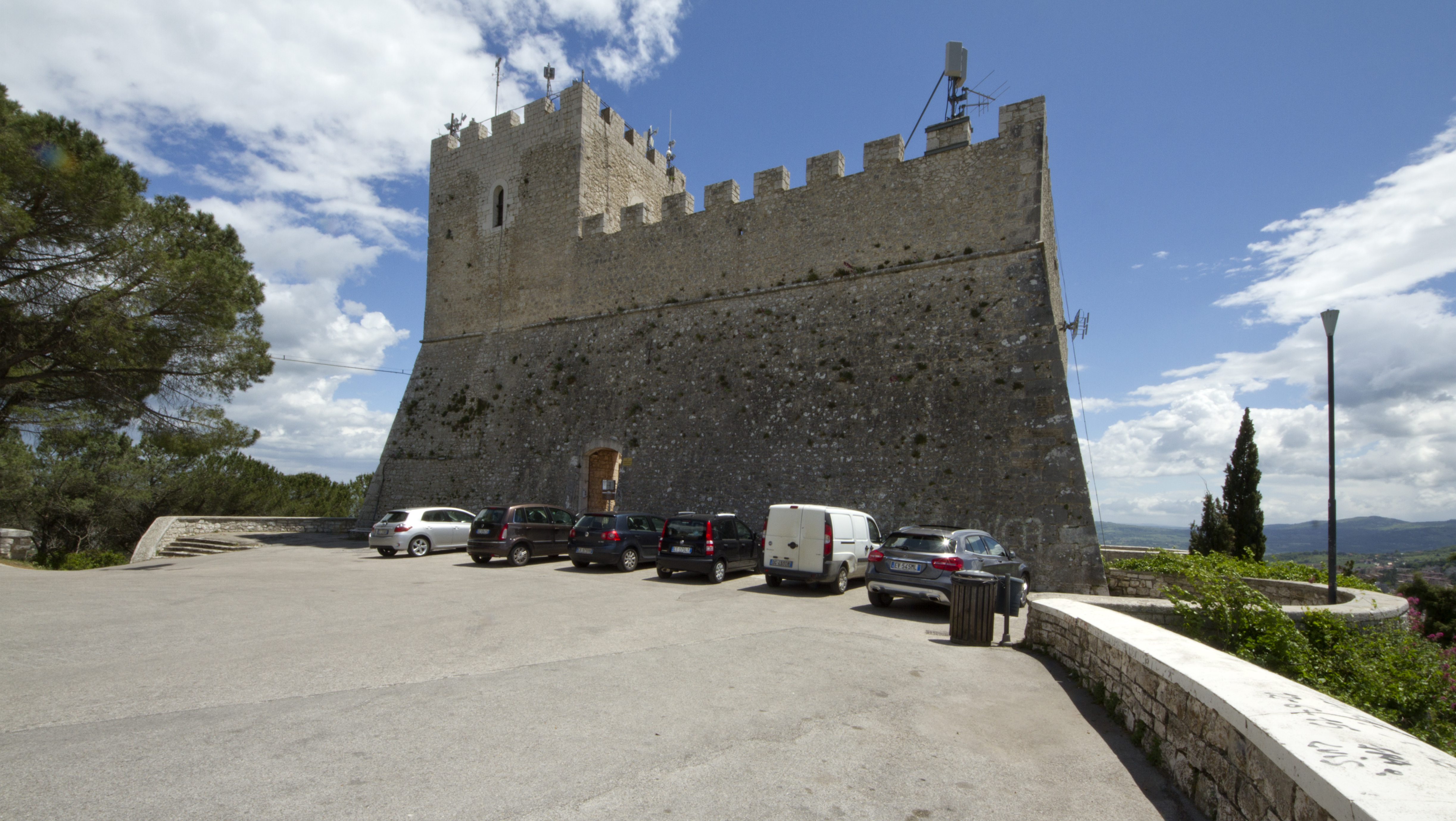
Scorcio della facciata

Il castello è inciso su una moneta d'argento da cinque euro coniata dalla Zecca dello Stato nel 2012 per la serie "Italia delle Arti" dedicata alla città di Campobasso.

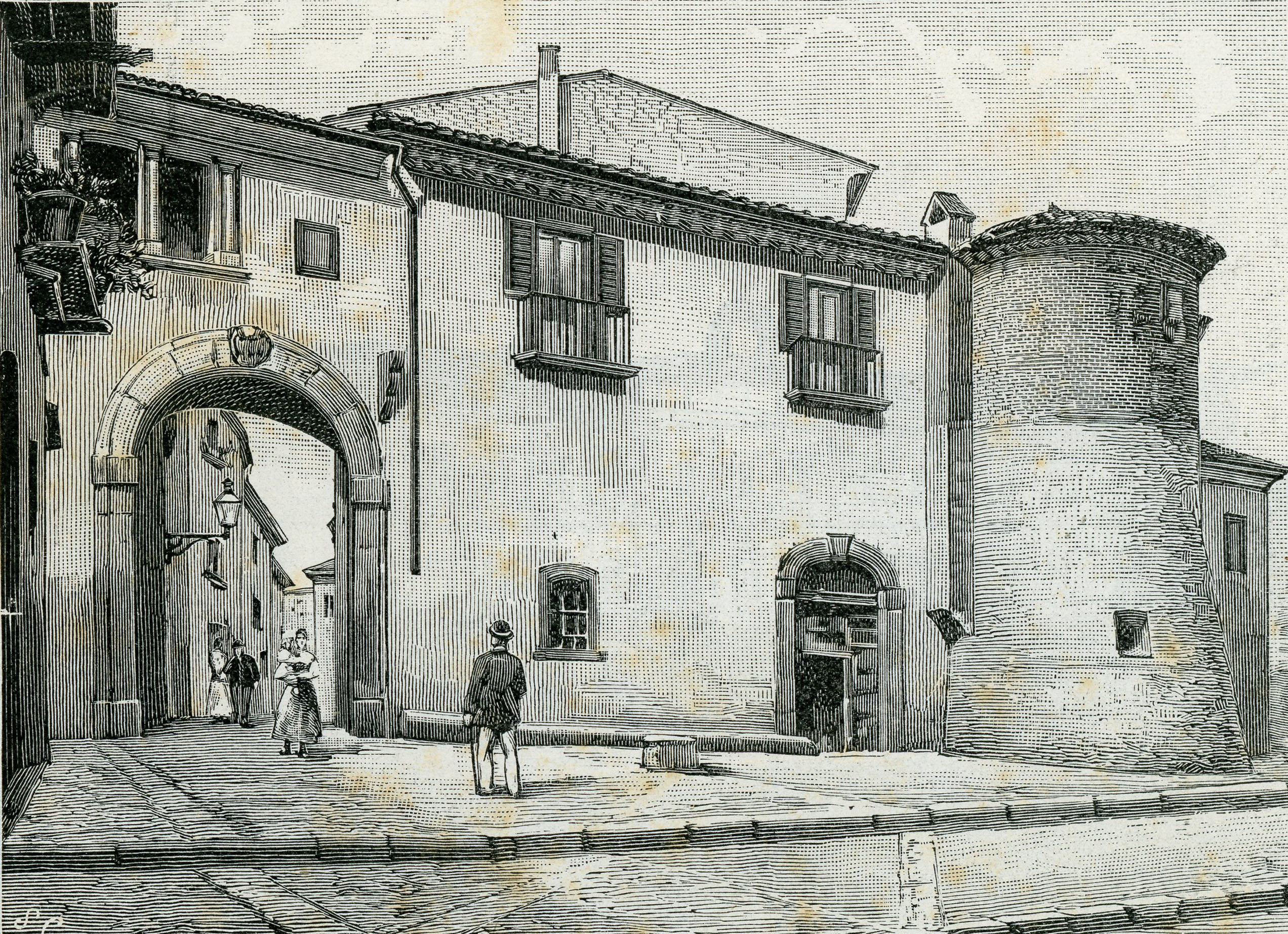
Incisione di Porta Sant'Antonio

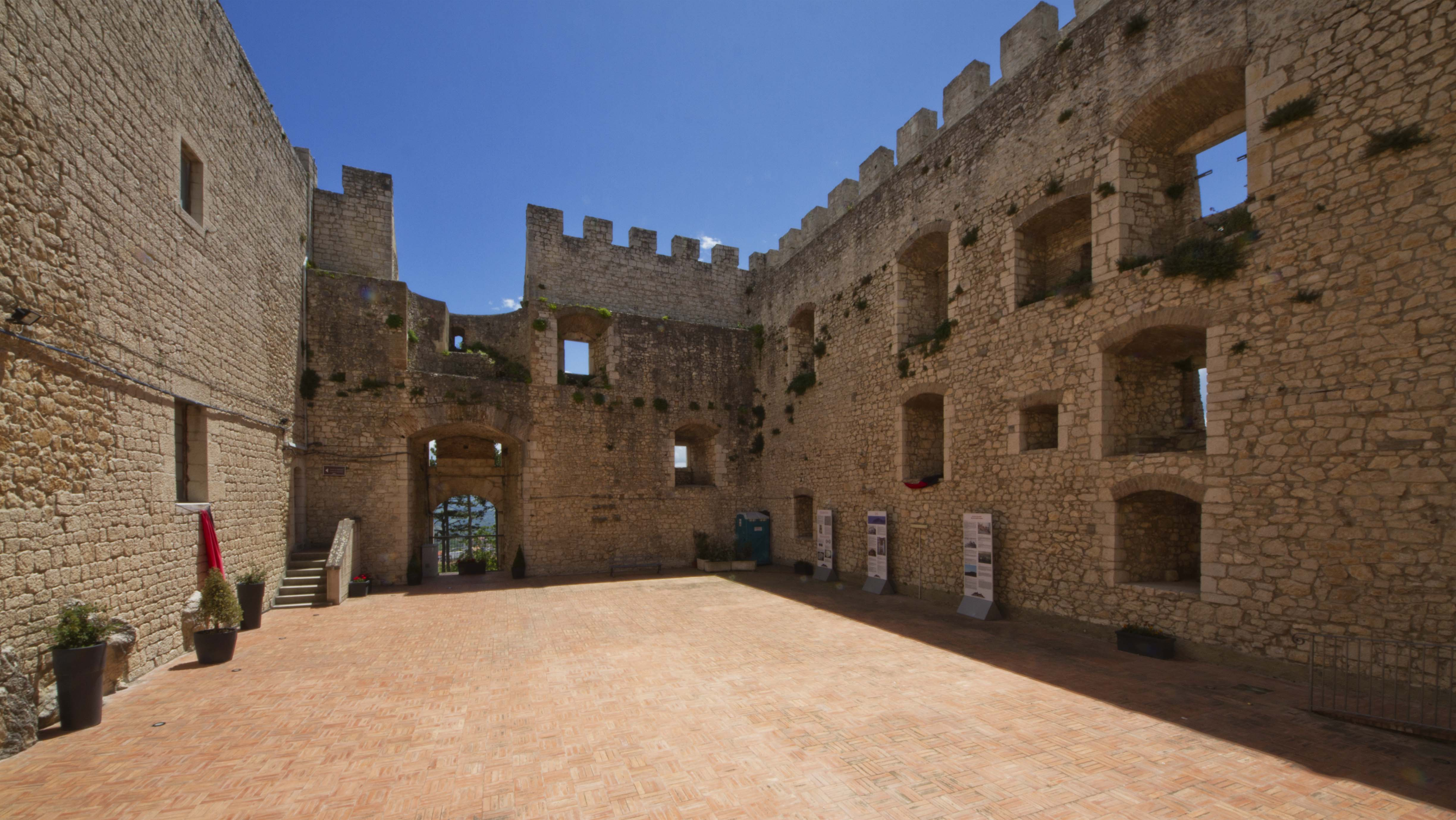
Interno del castello

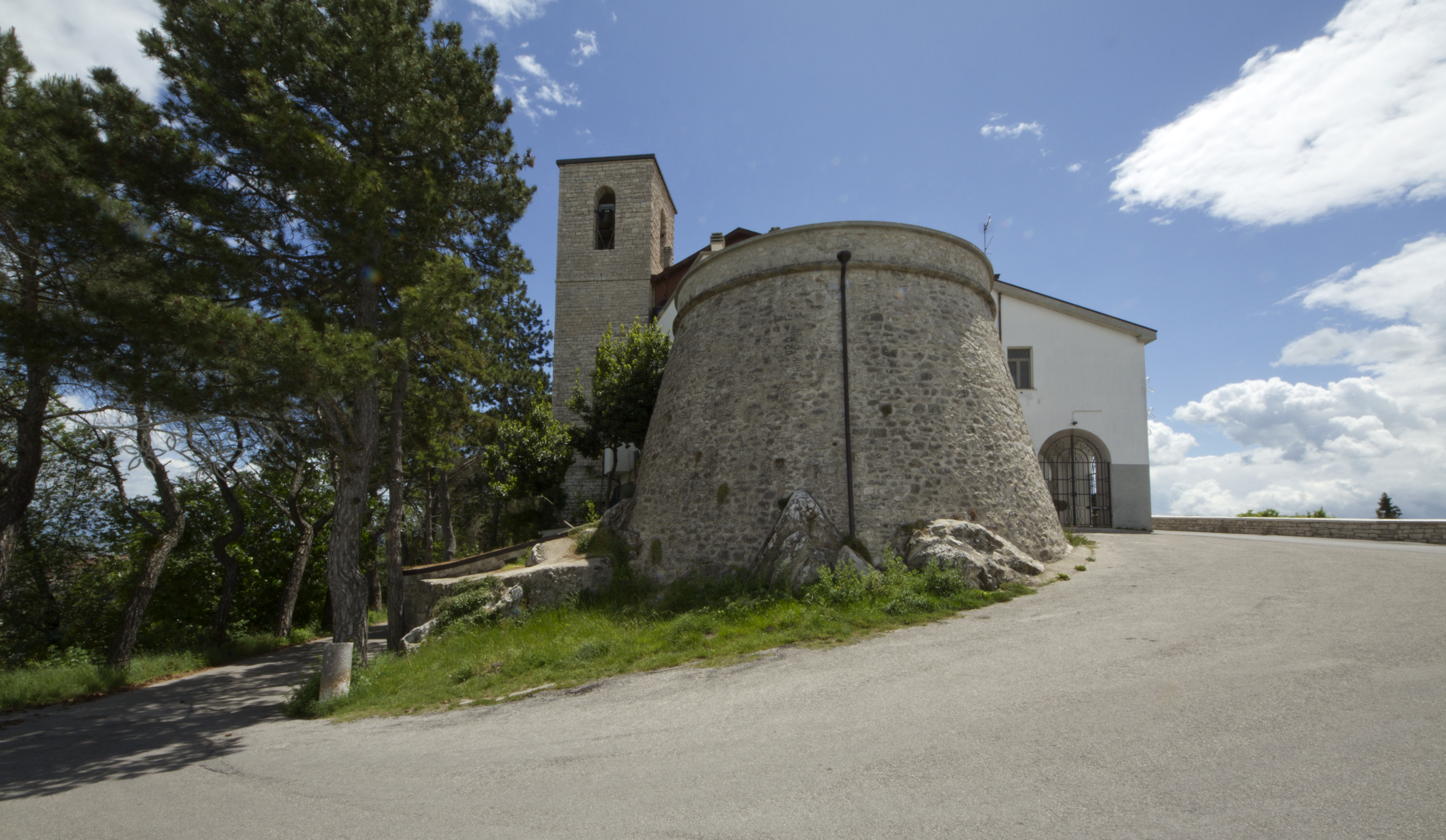
Abside con torre fortificata della chiesa della Madonna del Monte

La nuova cinta muraria edificata dopo il 1456 da Nicola Monforte, è dotata di torri semicircolari, che partono alla cima del Monte della Croce, dove si trovano il castello e la chiesa: le porte più alte erano due: Porta Fredda, per l'ingresso da viale Rimembranze, e Porta di Torre Terzano, che stava presso la chiesa di San Bartolomeo, per l'ingresso dalla città di Campobasso.
Le altre porte:
- Porta San Paolo, presso la chiesa omonima, in via Salita San Paolo;
- Porta Santa Maria della Croce, distrutta nel 1864, stava presso la chiesa omonima, accanto a Palazzo Mazzarotta;
- Porta San Leonardo: immetteva al piazzale San Leonardo, nuovo fulcro cittadino dal XV secolo. Fu rifatta da Carlo Carafa nel 1735, ma demolita nel 1834;
- Porta Sant'Antonio abate: presso la chiesa omonima, ancora in piedi, posta accanto a un torrione;
- Porta Mancina: ancora in piedi, si trova sulla strada omonima.

Torre Terzano: è la più famosa della cinta muraria, collegata alla salita della chiesa di San Bartolomeo. Risale al XIII secolo, restaurata poi da Cola Monforte, è nota per una leggenda del XVI secolo, che vuole protagoniste due famiglie rivali: i Trinitari e i Crociati, i cui figli si amavano: Delicata Civerra e Fonzo Mastrangelo; ma proprio per la guerra tra le due famiglie, Delicata fu rinchiusa nella torre affinché non fosse rapita; Fonzo fu costretto a partire per il servizio militare, e Delicata morì di disperazione.

## Provincia di Campobasso

### Castello Ruffo
- Castello Ruffo (Baranello): esistente dal XIII secolo, fu posseduto dai conti Ruggo sino al XIX secolo. Edificato sul punto più alto del borgo, svolgeva la funzione di difesa del territorio; con le modifiche apportate alla struttura, la casa palaziata si raccorda alla principale torre a scarpa a pianta circolare.
- Castello baronale di Bonefro: tra i colli Verzelli e Totaro, sulla destra del torrente Toma, si trova il colle di Bonefro, con il castello posto in maniera dominante. Il castello esisteva dall'epoca angioina, nel XVI secolo fu definito dagli spagnoli "bel castel fuerte". Le prime notizie risalgono al 1049, quando esisteva un fortino normanno, nel XIV secolo la fortezza assunse tale aspetto, con la costruzione di quattro torrioni angolari attorno al perimetro dell'originaria torre maestra. Nel XVI secolo fu residenza del barone, come testimonia un documento del 1531. Il torrione centrale pare risalga al restauro degli Svevi, anche se oggi è molto modificata per un crollo del 1888. L'impianto è quadrato, con quattro torri, di cui tre in parte a scarpata e in parte cilindriche, e una più piccola completamente cilindrica; le facciate del castello presentavano diverse finestre, che si alternavano a balconi. L'ingresso si caratterizza ad arco a sesto acuto in pietra, sorretto da due mensole lapidee, con colonne laterali in pietra. Una volta all'interno, per mezzo di un vestibolo a cortile, si può accedere al piano residenziale attraverso la scalinata.

Delle antiche porte di accesso al borgo, si conservano: porta Mulino, porta Pie' la Terra, porta Fontana, porta Nuova.

### Borgo fortificato di Campochiaro
- Borgo fortificato di Campochiaro: il paese nel periodo longobardo e poi normanno vede lo spazio circostante l'attuale abitato recintato da mura, che si raccordavano alla torre maestra, ancora esistente, in caso che questa fosse usata come rifugio durante gli attacchi, oltre che sede del potere del barone. Successivamente nel recinto vennero costruite le abitazioni in pietra, e si nota come nel lato est del perimetro murario, le torri siano inglobate nelle case. Sul lato nord le torri mancano, perché la recinzione è posta a strapiombo sulla scarpata; la disposizione delle strade nel primo nucleo ricalcano un sistema radiale, convergente idealmente verso la torre maestra, con andamento a gradoni, favorendo una serie di costruzioni organizzate in modo da sfruttare il pendio naturale del colle; nel secondo nucleo fuori dalle mura le strade sono poste invece, parallelamente alle curve di livello, senza gradonate, presenti soltanto in piccole arterie di collegamento. Nel XVII-XVIII secolo il paese si sviluppò più a valle, con la costruzione di piazze, strade più ampie.
  - Rocca di Campochiaro e torre: la torre cilindrica fu edificata nel IX secolo, posta in importante posizione strategica e difensiva, all'incrocio del tratturo del Matese con il tratturo Pescasseroli-Candela. Ben riconoscibile intorno alla rocca la cinta muraria, che possedeva 9 torri, sul lato meridionale se ne trovano alcune, mentre sul lato orientale è difficile distinguerle, occupate dalle case. La torre maestra è detta "Rocca", posta sul lato opposto alla scarpata, sono presenti due feritoie sul lato rivolto verso il paese, ha impianto cilindrico, costituito da conci di pietra irregolari, esternamente sono visibili dei travicelli, che servivano a sostenere delle travi; non aveva la funzione di dimora del signore, ma solo per scopo militare.
- Torre costiera di Campomarino: sulla strada statale 16 all'altezza di Campomarino Lido, alla foce del Biferno, si trovava la torre di Campomarino, edificata nel XVI secolo secondo il piano degli spagnoli di fortificare le coste del Regno di Napoli dagli attacchi pirateschi. Secondo Carlo Gambacorta marchese di Celenza, si trovava sulla sponda destra del fiume, dalla parte della masseria Candela, comunicava a nord con il castello Svevo di Termoli, e a sud con torre Saccione, o "torre Fantine", presso Serracapriola. Nel 1568 fu edificata da Cristiano da Villanova, nel 1594 c'è la compilazione della redazione del Gambacorta, che la descrive in buono stato. Nel 1777 è considerata già un rudere.

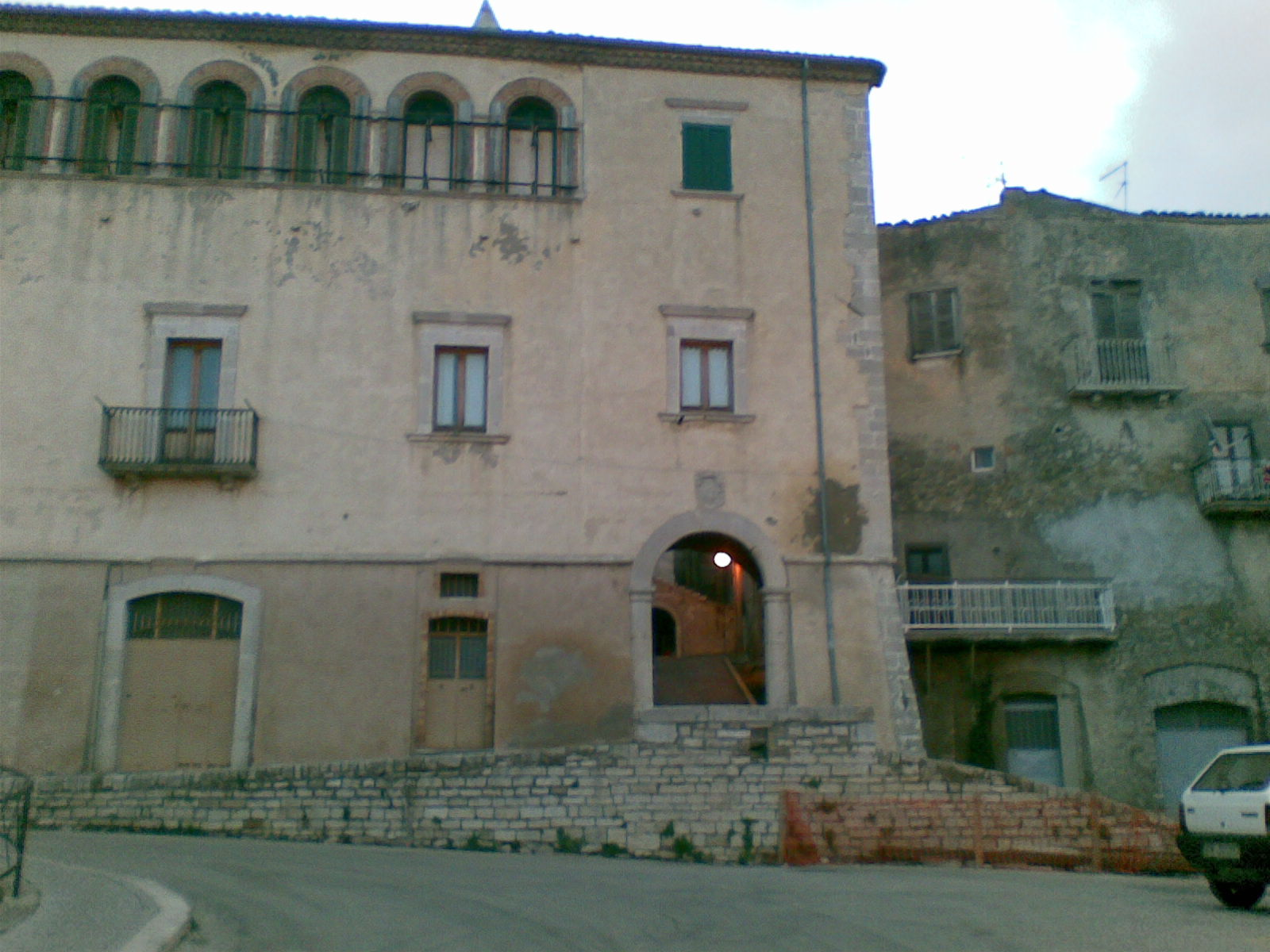
Casacalenda: Palazzo de Sangro e porta da Capo

- Castello De Sangro (Casacalenda): il palazzo sorge sull'antico castello, e ha un aspetto tardo cinquecentesco, in più stili, a pianta quadrata irregolare, con bastioni alla base, e un loggiato di finestre sulla porzione a sinistra della facciata. Il castello andò in possesso nel XIV secolo a Riccardo Caracciolo, quando il feudo si chiamava "Casalchilenda", dalla moglie di Giordano di Siracusa, Mattea da Casalchilenda nel 1324. Nello stesso anno Riccardo divenne signore del feudo, ma in seguito al declino degli Angioini, Casacalenda andò a finire nella contea di Montagano. Il palazzo ducale fu ricostruito durante il governo di Pirro Ametrano e Andrea di Capua: l'edificio originario era un semplice fortilizio eretto su una roccia a difesa della borgata, e la stradina entrava da Porta da Capo e usciva da Porta da Piedi. La porta maggiore è stata inglobata nel palazzo, conservando ancora oggi lo stemma ducale. Pirro morì nel 1544, e gli successe il figlio Antonio il quale si sposò con Giulia del Sangro, ne nacquero Pirro, Vittoria e Lucrezia. Alla morte di Ametrano nel 1562, il figlio lo seguì nel 1579, e il feudo con il palazzo passò a Lucrezia, che sposò Antonio di Sangro nel 1580, dando vita al dominio ufficiale dei Sangro su Casacalenda. Ultimo duca di Casacalenda fu Scipione, e dopo l'eversione dal feudalesimo (1805), lasciò il comando ad Antonio nel 1806. Il palazzo divenne una residenza signorile ottocentesca in questi anni, fino a essere poi, nel Novecento, ceduto al comune, che lo restaurò, installandovi un laboratorio cinematografico-teatrale.

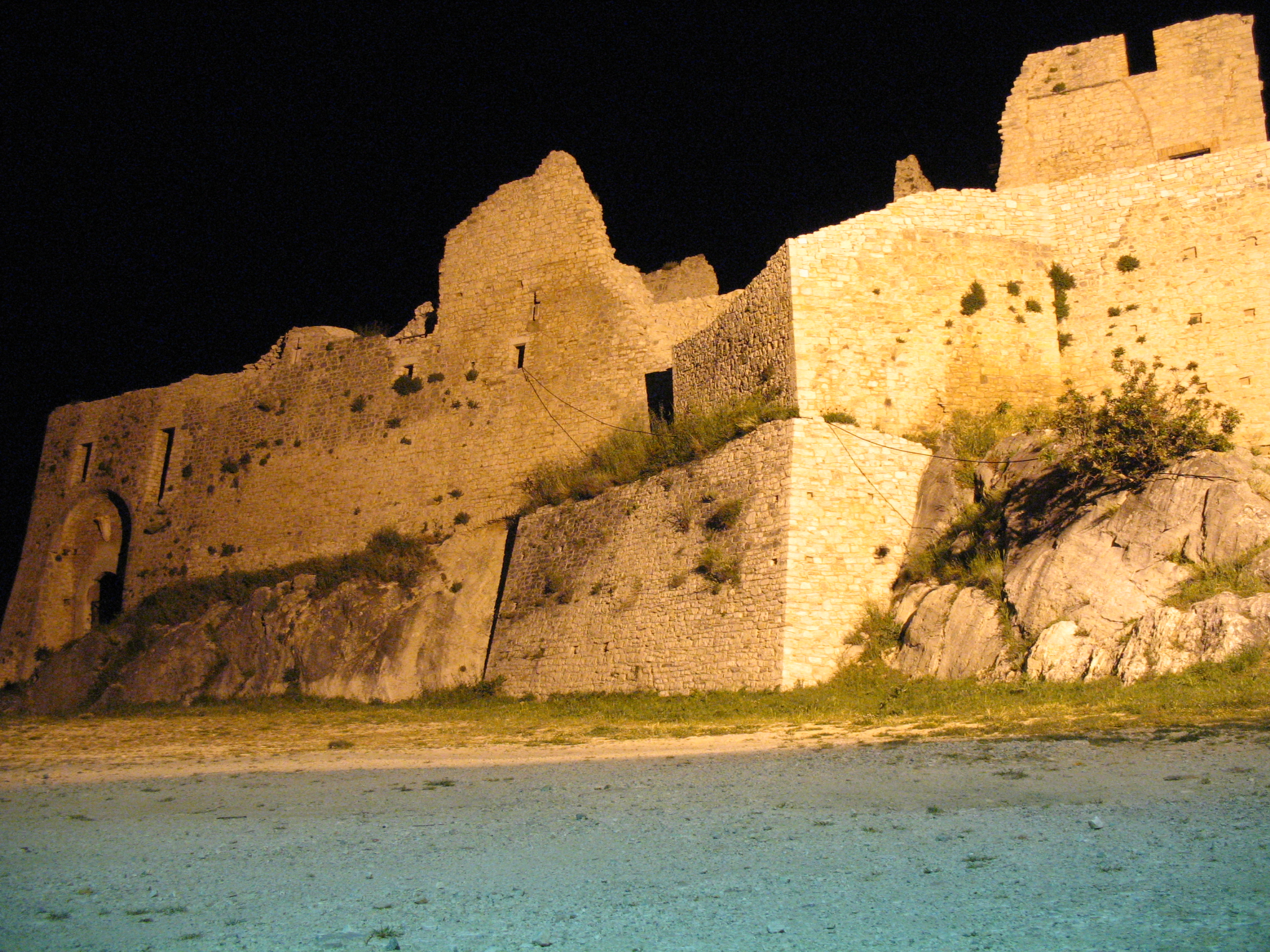
Il castello d'Evoli oggi

Il castello d'Evoli nel primo Novecento

- Castello d'Evoli (Castropignano): Il castello si trova nella parte nord del paese, in posizione dominante, si erge sulla spianata a strapiombo sulla valle del Biferno, accessibile da via Salita San Marco, poi via Marconi e via Castello. Costruito in prossimità di una struttura fortificata dei Sanniti, era un importante presidio militare a controllo del tratturo Castel di Sangro-Lucera, dove passavano le attività armentizie verso la Puglia. Risale forse all'epoca normanna, ma il suo nome è legato alla famiglia d'Evoli, che lo possedeva già nel XIII secolo, che edificarono la torretta Sud, ammodernarono gli ambienti interni, tra cui le sale di rappresentanza e costruirono il piano sotterraneo per i servi. In passato era caratterizzato da un fossato, sul fronte verso l'abitato, in seguito colmato, una cinta di mura e due grossi torrioni che collegavano il castello al paese.

I locali dovevano essere numerosi, divi in due corpi di fabbrica principali, una leggenda vuole che il castello avesse 365 camere, una per ogni giorno dell'anno, oggi a causa dei danni della guerra, e di restauri troppo tardivi, è andata perduta la scalinata monumentale settecentesca di Silvestri da Sepino e le arcate del loggiato interno, anche se negli ultimi anni del Novecento sono stati eseguiti importanti lavorid i recupero per riportare il castello allo splendore, e renderlo visitabile.
La storia del castello inizia con Giovanni d'Evoli barone di Frosolone (Isernia), nobile normanno che lo costruì sotto gli Angiò nel 1362 sopra i resti della rocca sannita, anch'essa edificata sopra fortificazioni preistoriche, come dimostrano i frammenti di ceramica rinvenuti. Dopo Giovanni, Andrea d'Evoli consigliere di Alfonso I d'Aragona, ebbe il castello, e fu così importante nel Regno di Napoli che fu autore del De mena pecundum (1447), un trattato di regole per la circolazione delle greggi sui tratturi.
Nel corso del XV-XVI secolo il castello fu ampliato, divenendo una vera residenza signorile nel 1636, quando era governato da Giambattista D'Evoli, l'interno doveva essere davvero fastoso, ricco di arazzi e tele, che testimoniavano la grandezza economica di questa famiglia, i cui confini territoriali nella Contea Molisana arrivavano sino al confine abruzzese con Capracotta. L'ultimo ampliamento risale al 1683, nel XIX secolo fu venduto, dopo l'eversione dal feudalesimo, ad altre famiglie, che lo spogliarono degli arredi per pagare dei debiti con lo Stato, nei primi anni del Novecento risultava abbandonato, cadde velocemente nel degrado, i bombardamenti della guerra lo danneggiarono, e una parte franò a valle. Di recente, come detto, è stato restaurato, di proprietà della Soprintendenza dei Beni Culturali del Molise.
Al castello è legata alla leggenda dello jus primae noctis: la giovane Fata, di estrazione popolare,appena sposatasi non osò passare la notte di matrimonio col duca, e preferì suicidarsi; oggi a Castropignano, presso il burrone roccioso si trova il cosiddetto "cantone" della Fata, dove la ragazza si sarebbe gettata.

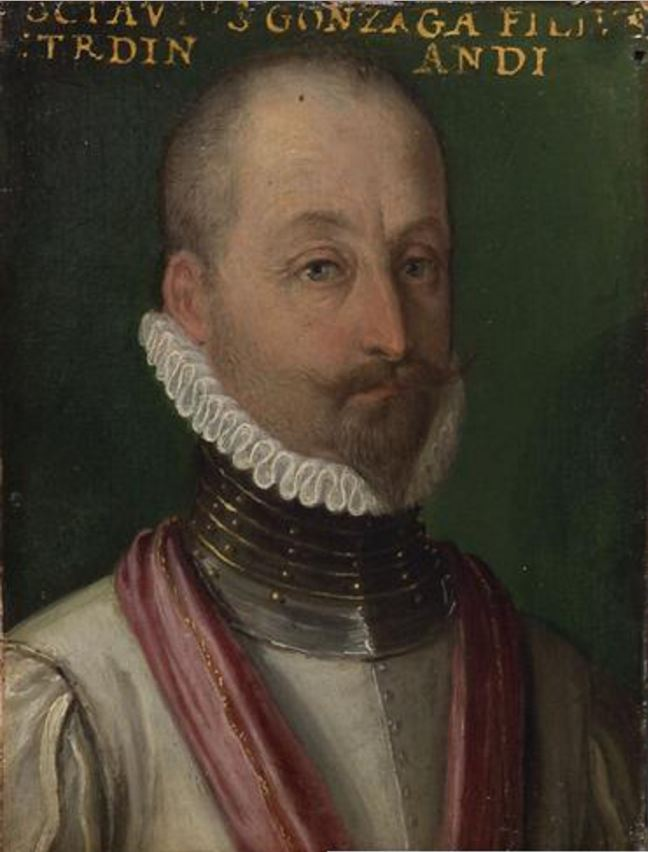
Ottavio Gonzaga, signore di Cercemaggiore

- Castello ducale Carafa di Cercemaggiore: domina il colle di Cercemaggiore, insieme alla chiesa di Santa Croce; u eretto nell'XI secolo circa, i feudatari erano i Da Ponte di origini franche; il primo feudatario pare essere un tal Nevulone da Ponte[2] Nel XIII secolo dopo la scacciata di Ruggero da Ponte, seguirono un passaggio alla corona imperiale degli Angiò, e poi a varie famiglie feudali, nel 1332 si ebbero dei restauri in base a una data letta su un lastrone di pietra, nel 1427 era signore di Cercemaggiore Antonio di Molise, cui successe il figlio Paolo, nel 1478 la sua figlia Giovannella sposò Alberico Carafa, conte di Marigliano e duca di Ariani, i quali edificarono a Cercemaggiore il convento di Santa Maria della Libera. Nel 1456 il terremoto del Sannio devastò il castello, che venne trasformato definitivamente in residenza signorile; nel 1652 passò ai Doria, che rimasero in possesso di Cerce sino al 1813. In quest'anno fu acquistato dal marchese don Nicola Vulcano di Napoli, poi passò ai Mastellone, che nel 1905 lo dettero ai Felice. Nel 1952 il castello era in degrado, fu acquistato dal padre Antonio Rocco, restaurato e adibito a Istituto per gli orfano della "Mater Orphanorum"[3] Il castello conserva la sua imponenza, si eleva sulla roccia solido, sono visibili una torre circolare nel punto di chiusura dell'antica cinta muraria, dove si trovava la scomparsa porta a Monte, poi i resti di una torre quadrata a nord-ovest, l'antica cantina voltata a botte, il portale con lo stemma gentilizio della famiglia Doria, che lo tenne nel XX secolo, le scuderie voltate a botte con finestrelle a bocca di lupo. Si conserva, nelle stanze superiori, intatto il baldacchino del letto, con il soffitto del 1752 di Nicola Falocco da Oratino.
Negli spazi del cortile si eleva, su un arco, un imponente scalone che porta alla terrazza superiore, su questa si affaccia una serie di belle porte con finestre, gli stipiti in pietra.
- Castello ducale Carafa di Cercepiccola: il palazzo marchesale è l'edificio maggiore del paese. Alcuni pensano che Cercepiccola fosse già dotata nel Medioevo di una fortezza, ma la costruzione del castello marchesale di Scipione Carafa risale al 1571, quando nel 1566 ricevette il feudo dal duca di Montecalvo Giambattista Carafa. La struttura è a pianta quadrata, estesa su quattro livelli i torrioni angolari, anche loro di forma quadrata; si conservano intatti, uno è di dimensioni maggiori, e aveva la funzione di mastio, da qui l'ipotesi di un originario castello medievale. L'ingresso è rivolto verso la chiesa del Salvatore, caratterizzato da un portale di pietra con arco a tutto sesto, che conduce al cortile. La parte destra del palazzo conserva ancora gli archi a tutto sesto della scuderia, malgrado delle demolizioni successive. Il castello non presenta balconi, ma solo una successione di finestre le cui dimensioni cambiano a seconda dei piani.
- Borgo fortificato di Campochiaro / Mura del borgo di Boiano (Bojano):

Questo castello esisteva sin dal XII secolo, usato come luogo di guardia dei normanni, a sua volta costruito sopra resti di fortificazioni sannite, nel 1221 fu teatro si scontri tra i Conti di Molise e Federico II di Svevia, che aveva avviato la politica di smantellamento delle piccole baronie e contee normanne, per accentrarle nell'impero. Il conte Tommaso di Celano lasciò la moglie Giuditta, figlia di Ruggero di Bojano, in difesa della rocca, e si recò a Roccamandolfi, ma Federico II fece attaccare la rocca di Civita, prendendola. Tommaso marciò verso Bojano, riprendendosi la moglie, ma venne raggiunto a Roccamandolfi da Tommaso d'Aquino, conte di Acerra e alleato di Federico, che assediò l'altro castello, sicché Tommaso giunse alla resa nel 1223, affidando la sua contea di Celano a Federico, tranne però Rocca di Bojano, ritenuta strategica per la difesa del territorio.
Civita Superiore fu occupata poi dagli Angiò e ricostruita per volere del cadetto Roczolino de Mandroles, poi passò ai Pandone, che tennero il castello per 80 anni circa, dal 1489 al 1519 Silvio Pandone destinò la rocca a residenza estiva, pian piano fuori dal castello si era sviluppato un villaggio, ancora oggi esistente, Civita Superiore, dotato di mura, case e due chiese. Dopo l'abbandono dei Pandone, il castello fu proprietà di altri feudatari, e venne gravemente danneggiato dal terremoto del 1805, cadendo nel degrado e nell'abbandono, sicché oggi ne restano ruderi. Delle strutture della fortificazioni sono evidenti due ampie recinti di mura, un fossato trasversale che sfrutta la naturale conformazione del sito. Su questo si affacciano i resti di un vano a pianta rettangolare, di cui rimane una parte della copertura a volta. Le aperture presentano una forte strombatura interna, il cortile aveva il ruolo di piazza d'armi, delle torri rompitratta si conserva quella dello spigolo occidentale, con i resti di una cisterna.
Non è da escludere che dal castello partisse la cinta muraria che abbracciava il perimetro del villaggio di Civita. L'abitato ha un aspetto vagamente quadrangolare, con degli spuntoni terreni che si affacciano a strapiombo, in modo da creare dei cosiddetti bastioni lanceolati, che forse esistevano. La cinta muraria è stata inglobata nelle case dopo il terremoto del 1805, e solo in parte è visibile, soprattutto per quanto riguarda dei torrioni angolari, che si presentano a pianta cilindrica. Il villaggio è ancora abitato, divenuto negli ultimi anni di grande interesse turistico per la conservazione delle case, ha due chiese, la principale dedicata a San Giovanni Battista. Sulla parte sud-est l'abitato si restringe su un costone roccioso, ed è il sobborgo della Giudice,,a ossia il quartiere popolare degli ebrei.
La più antica veduta di Bojano è la pianta dell'abate Giovan Battista Pacichelli, pubblicata nel 1703, e permette di vedere l'antico impianto urbano della città nel XVIII secolo. Due agglomerati muniti di cinta muraria in primis, il borgo di Civita con relativo castello e la città bassa, collegati da una rete di vie lungo il ripido pendio del Monte Crocella. Il disegno è stato giudicato dagli studiosi molto conforme alla realtà e non di fantasia, come era solito dei geografi di quel tempo per località amene e lontane. La collocazione esatta della cattedrale, del Vescovado, delle chiese, delle porte e del castello Pandone, permettono di vedere come fosse la città prima del disastro tellurico del 1805: nella leggenda, la lettera A corrisponde alla cattedrale, è riprodotta la facciata a capanna rivolta ad est e non ad ovest come oggi, ma l'archeologia ha confermato che ciò si tratti di una svista del disegnatore.
Nei pressi si trovava anche il monastero dei Francescani del XIII secolo, distrutto nel 1805, e occupato dal Municipio, detto "Palazzo San Francesco", nella lettera D, la lettera B indica il Vescovado posto in alto, ubicato in via Piagge, e nel XV secolo ubicato da Silvio Pandone presso la chiesa di Sant'Erasmo. La C indica il Palazzo baronale, nella zona elevata ad ovest, oggi noto come Palazzo Ducale o Pandone, del XVI secolo, dimora nel XVII secolo dei baroni Cimaglia e poi di Giulio di Costanzo duca di Bojano nel XVIII secolo; in seguito passò ai Filomarino-Della Torre.

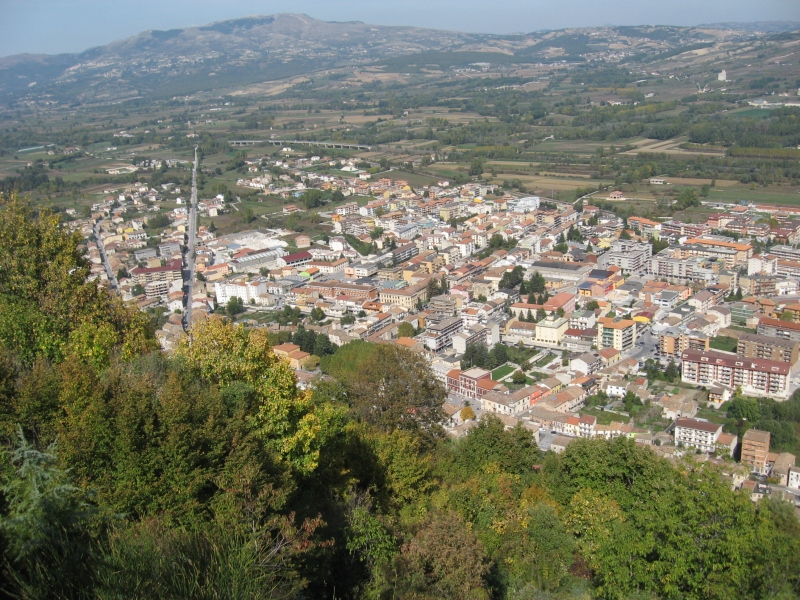
Bojano vista da Civita Superiore

La lettera G indica il fiume Tornariccio, posto a sinistra, mentre il Biferno (h) è ad ovest; sempre fuori dall'abitato si trova la chiesa di Santa Maria di Rivoli, grancia dell'abbazia di Montevergine nel 1724, e citata con una porta omonima, o "della Torre", che permetteva l'accesso a Bojano da ovest, ossia via Erennio Pozio. Altre torri si trovavano a sud in località Cannello, la torre Nord Tramontana, e la torre di via Insorti d'Ungheria
La lettera E indica il castello Pandone, insieme ad F del villaggio di Civita. All'altezza di Corso Pentri, la cinta deviava a nord, e lungo l'asse, includeva con sporgenza la cattedrale e la chiesa di Santa Maria del Parco, proseguendo in via Turno, dove sono visibili contrafforti simili a quelli menzionati, in corrispondenza della chiesa di San Biagio, e ripiegava di nuovo verso la montagna. Di questo tratto si conservano una torre cilindrica oggi usata come casa, resti di una parte più ripida e impervia in declivio. Salendo in via Piaggia, la muratura si allargava per inglobare dei fabbricati, sul lato sud dato l'andamento del terreno accidentato, fu eretta una cortina continua, in raccordo coi dirupi. Le porte erano:
- Porta Pasquino o del Pascolo: situata presso la chiesa del Purgatorio in Largo Pasquino.
- Porta Torre: si apriva ad occidente di Largo Pasquino, questa era detta anche Porta Sant'Erasmo per la vicinanza con la chiesa, e protetta dalla massiccia torre quadrata, che oggi è il campanile della chiesa. Nella zona più in alto si trovava una torre circolare, di cui si riconosce la base, e per questo l'ingresso era detto Porta della Torre, ad oriente di apriva Porta San Biagio.
- Porta Santa Maria: situata presso la chiesa omonima sul Corso Pentri, esisteva ancora sino al 1729, come dimostra un disegno vescovile di Francesco Germieri.
- Porta del Visco: si trovava presso la via omonima, esistente ancora nel XIX secolo, come dimostra un disegno del 1829.
- Porta del Sorce: si trovava in vico Caputo.

La Porta Santa Maria apriva la strada verso Campobasso e Larino, Porta della Torre serviva per raggiungere Rocca Bojano e Civita, Porta Pasquino apriva la strada per Isernia, e Porta San Biagio portava verso Sepino e Benevento.

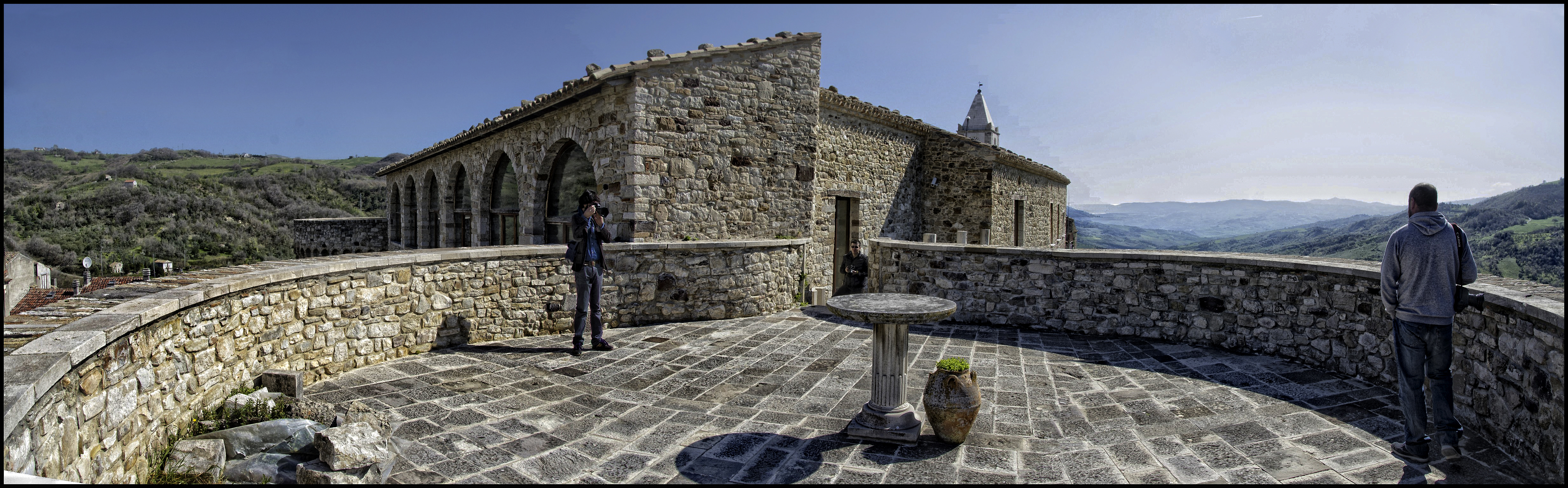
Civitacampomarano, terrazzo del castello

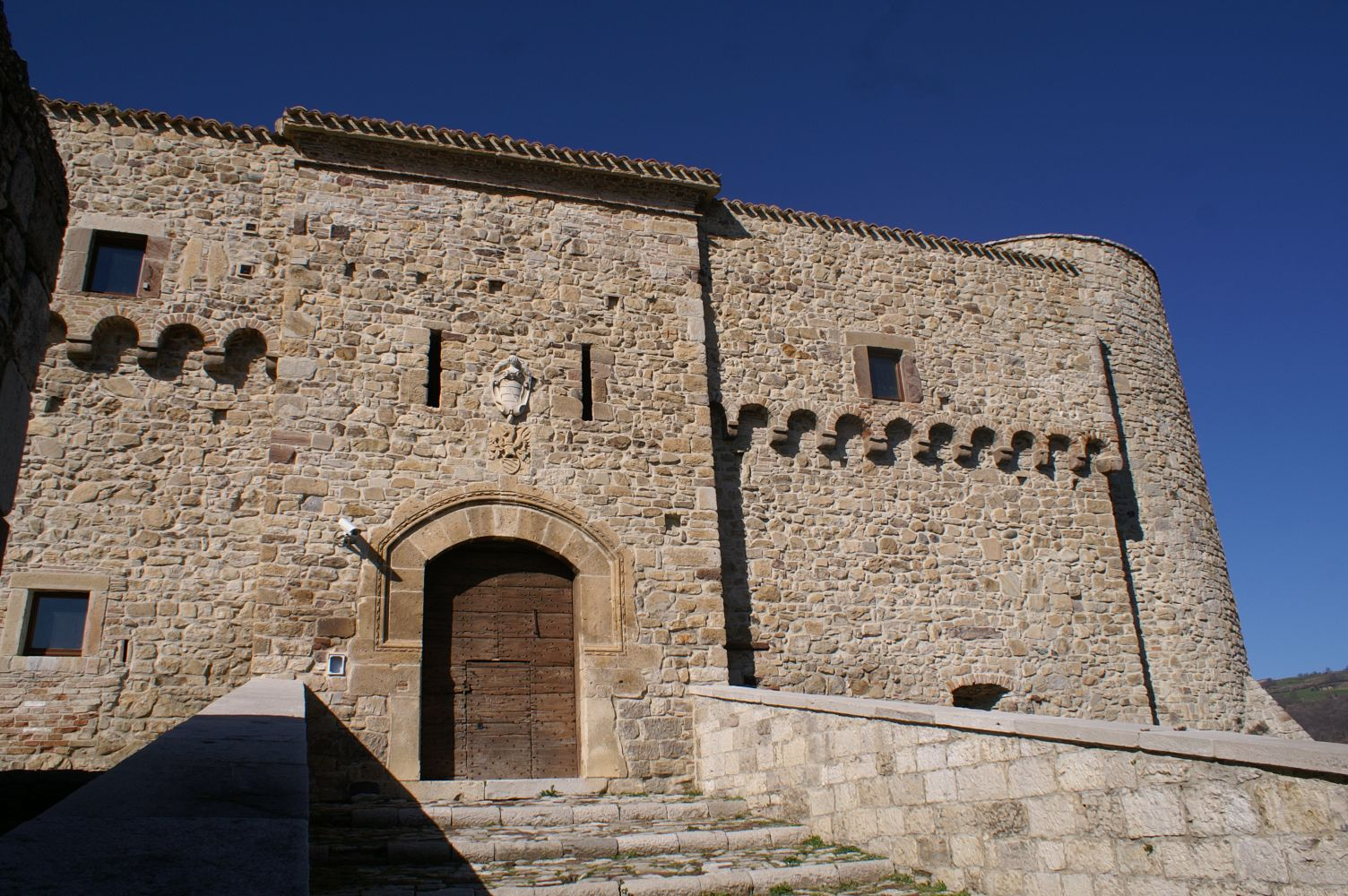
Ingresso al castello

### Castello Angioino di Civitacampomarano
- Castello di Civitacampomarano:  il castello si erge nella parte centrale del paese, adagiato su un masso di pietra arenaria; potrebbe essere stato edificato nel XIV secolo sotto il comando di Carlo II d'Angiò, secondo altri sarebbe più anteriore, fatto forse edificare da Federico II. Appartenne ai Del Balzo, ai De Sangro che si imparentarono col conte di Campobasso Nicola Monforte, poi ai Carafa e ai d'Avalos. La fortezza è a pianta quadrangolare, la parte occidentale è caratterizzata da due imponenti torri che si elevano su torrioni angolari a forma cilindrica, con base a scarpa, tra i quali si erge una cortina muraria. La parte centrale è ornata da archetti pendenti conformi a quelli dei torrioni; mentre la parte superiore è costituita da un loggiato formato da 6 archi a tutto sesto. Il loggiato è un'appendice di epoca rinascimentale, che diede apporto per attenuare la forma compatta dell'edificio. La parte rivolta a sud che si affaccia sullo strapiombo, e la parte a nord che si erge su una parte del paese, non destano interesse. Il portone trecentesco è anticipato da una scalinata composta di 12 gradini, collegata al ponte levatoio.

Sulla facciata è ancora presente lo stemma di Paolo de Sangro, con i gigli rovesciato; al di sopra dello stemma ci sono dei buchi all'interno dei quali si muovevano le catene del ponte levatoio. Il castello è composto da finestre e altre strutture bucate strette: una volta superato l'ingresso si arriva a una sala trapezoidale, le restanti stanze del castello sono state spogliate degli originari arredi. Sotto la scalinata del cortile si apre un'arcata che permette di accede al piano inferiore, dove sono collocati dei locali, adibiti a stalle o cantine, e dove c'è la possibilità di accedere alle torri. All'interno del cortile vi è un pozzo che riceve l'acqua piovana, con una fontanella abbellita dal fusto con forme antropomorfe e animali, di origine sannitica.
- Ruderi della torre longobarda di Colle d'Anchise: la torre risale al IX secolo, anche il palazzo marchesale è un rudere, si conservano tracce di un tratto con muratura a scarpa, volto sulla valle del Biferno. Il palazzo, riadattato nel XVIII secolo, era l'antico castello.

### Palazzo marchesale e torre angioina di Colletorto
- Palazzo marchesale e torre angioina di Colletorto: si pensa che la torre longobarda possa essere una derivazione dall'antica cinta fortificata dei Sanniti, che controllava i traffici del tratturo Celano-Foggia, sul fiume Fortore. I registri angioini del 1230 riportano il feudo come Collis Tortus. La conformazione del centro abitato evidenzia la trasformazione che subì: dove si trova la chiesa dei Francescani, con il borgo murato difeso dal torrione cilindrico, costruito al tempo di Giovanna I regina di Napoli (1340), nell'ambito di una generale riorganizzazione delle difese del vallone Santa Maria e della valle del Fortore; le strutture murarie sono fondate direttamente sulla roccia, l'apparecchio murario è misto con elementi da spacco ben alloggiati su filari poco regolari. Nel seminterrato c'è una cisterna: i sistemi difensivi sono testimoniati dalla feritoia superstite, da un cunicolo sotterraneo (valloncello), e soprattutto da un apparato a sporgere su beccatelli monolitici in pietra. Sulle rovine del castello longobardo, il marchese Rota fece costruire il palazzo quadrangolare con il cortile intero, attuale sede municipale di Colletorto: con la sua sagoma alta 25 metri, la struttura presenta una torre inglobata, da confrontare con i torrioni delle fortezze sveve di Puglia (Lucera), dell'Abruzzo (Santo Stefano di Sessanio o il torrione del castello di Bominaco).
- Torre di Ceselvatico (frazione di Cercemaggiore): si trova in questa contrada, ed è oggi un casale ricavato da un'antica torre di guardia. La torre ha un aspetto cinquecentesco, rifatta dopo il terremoto del 1456, e presenta delle feritoie per le armi da fuoco. I documenti del 1352 e del 1363 attestano l'esistenza in contrada di due chiese, una del Salvatore e l'altra di San Pietro, dipendenti dalla diocesi di Benevento.
- Palazzo ducale Jovine (Castelmauro): compatta costruzione in pietra, si mostra in uno stile tipico delle strutture gentilizie rinascimentali, senza torri di guardia: si accede da un portale in legno puntellato da chiodi; l'interno si apre con un vasto cortile, dove si affacciano alcuni locali utilizzati come magazzini e stalle. Le stanze superiori sono caratterizzate da locali spaziosi, con pavimentazioni in cotto e soffitti a volta, o sostenuti da travi di legno. Il mobilio settecentesco è ancora conservato, si conservano anche i grandi camini delle sale principali e della cucina. Negli anni '50 il palazzo fu un cenacolo culturale che ospitò Francesco Jovine, Tommaso Fiore, Piero Cimatti, Giose Rimanelli.

### Castello Carafa
- Castello Carafa (Ferrazzano): Il castello, di origine normanna, venne ricostruito tra il 1498 e il 1506 in seguito alla sua precedente distruzione durante il terremoto del 1496. Esso, completato agli inizi del XVII secolo, rappresenta il tipico tentativo degli architetti del '500 di convertire la rude ed austera fortezza medievale in confortevoli palazzi signorili. Le due torri cilindriche laterali e le mura sono di circa 40 cm di grossezza e un tempo erano serviti da scalini in pietra. Esse si levano dal suolo a scarpata. Quella di destra, fornita oggi di un piccolo terrazzino, ha perso il suo camminamento di ronda. La seconda invece, detta del Giurato, fa ancora bella mostra di sé anche se risulta modificata nella parte superiore per essere stata utilizzata come serbatoio dell'acqua del Sambuco all'inizio del secolo. Il lato a mezzogiorno si innalza sopra un dirupo che scopre la valle circostante ed ha rappresentato da sempre una posizione ottimale di difesa per la popolazione. Si accede al castello tramite un ponticello in pietra che sostituì quello levatoio in legno, caduto in disuso, alla fine del XVII secolo, durante il dominio del duca Antonio Vitagliano detto il Vecchio. L'ingresso, con arco a sesto ribassato e con in mezzo lo stemma dei Carafa-Molise (tre cappelletti fra due sbarre a destra, a sinistra le insegne di Porzia De Capoa, moglie di Gerolamo), rappresenta l'originale. In alto al centro l'elegante cornice in pietra locale con l'iscrizione dedicata al Carafa. Il cortile è ben proporzionato e risente dello stile tardo-rinascimentale. Lo arricchiscono una cisterna e alcuni stemmi araldici di famiglie gentilizie che ebbero in baronia Ferrazzano. l'ultimo Duca di Ferrazzano è Antonio Moccia di Ferrazzano il quale nel 2008 ha lasciato il titolo alla figlia Mathilde insieme al titolo di baronessa di Sant'Angelo a Cupolo.

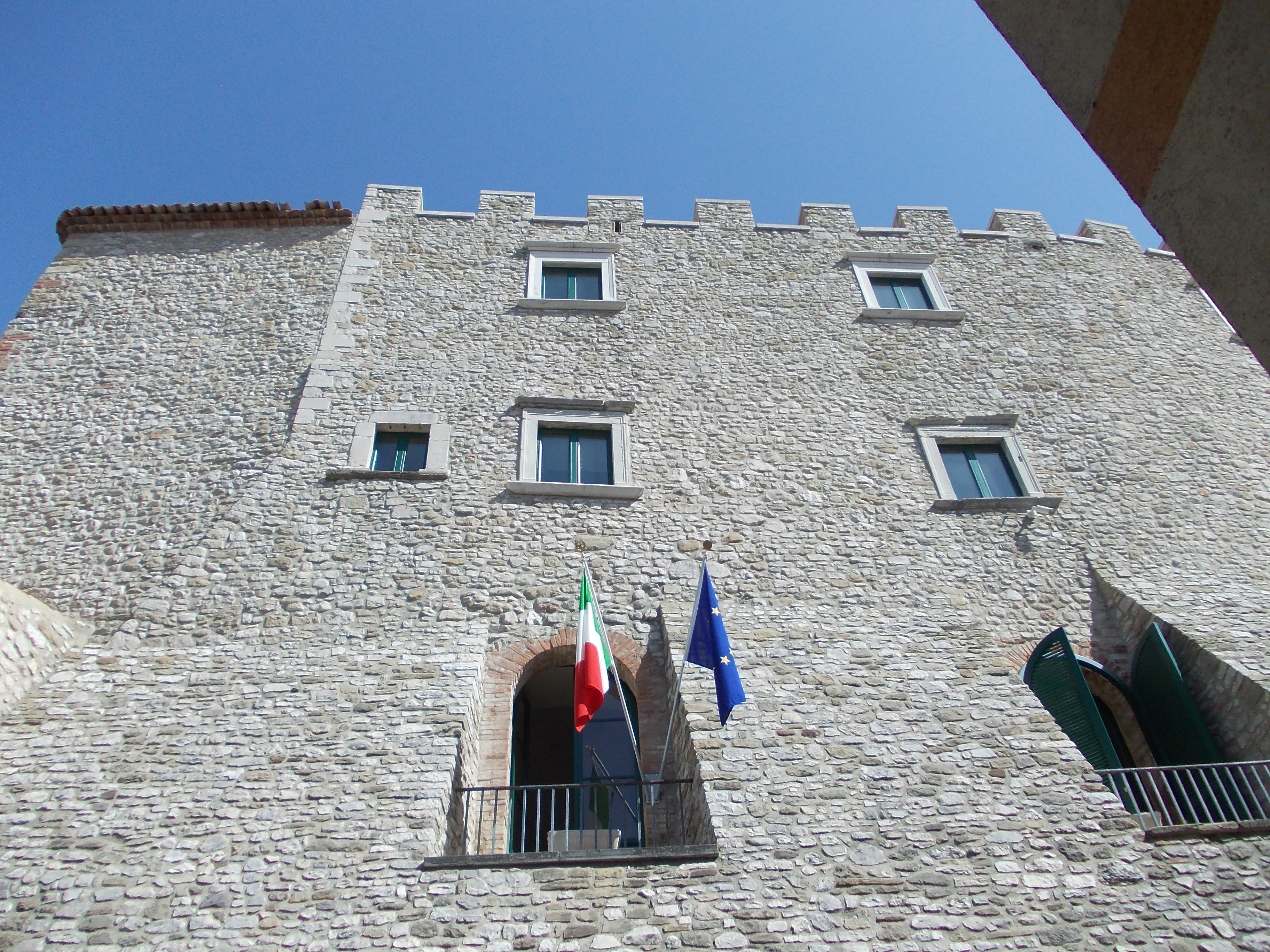
Esterno del castello di Gambatesa

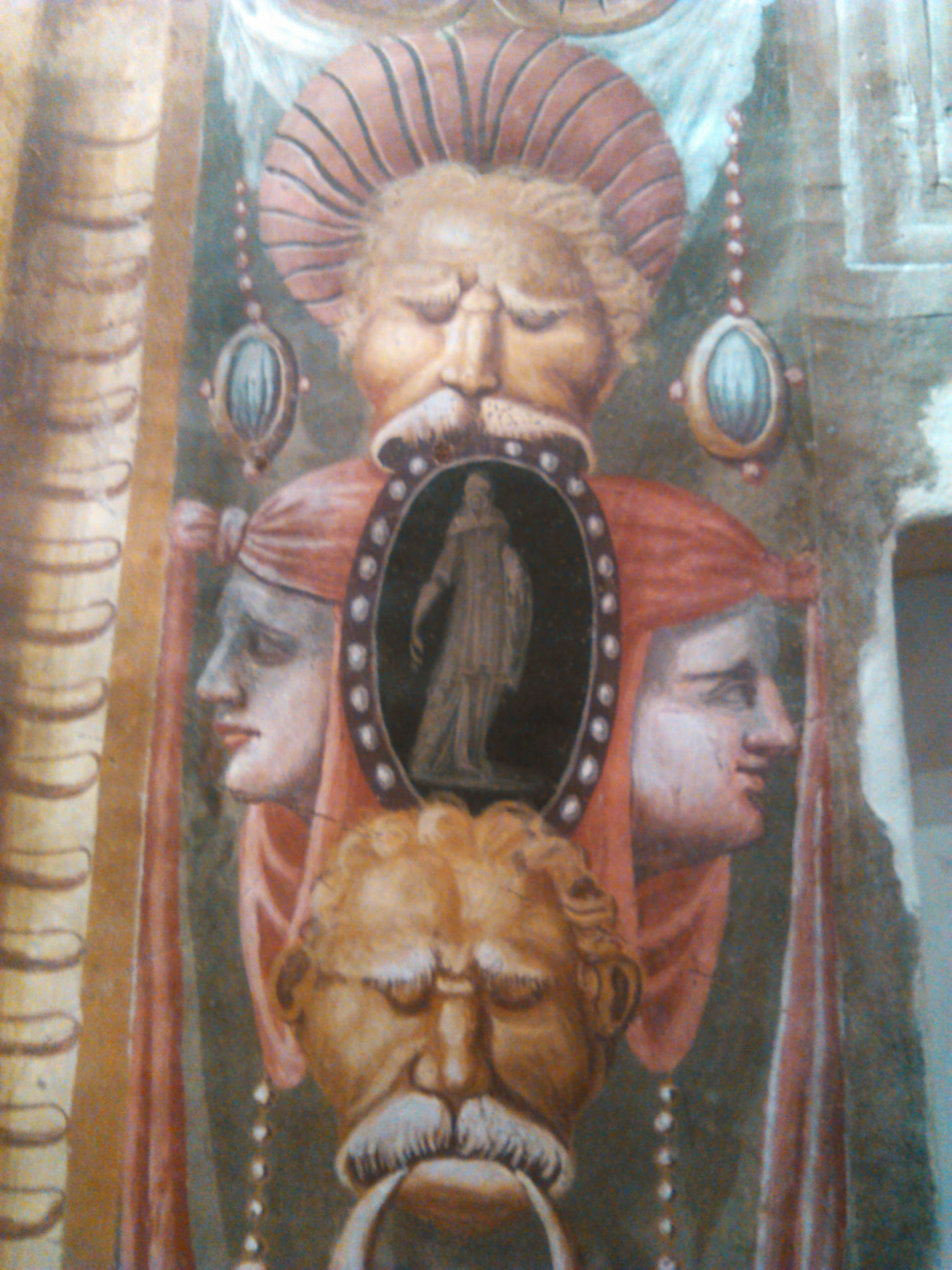
"Grottesche" affrescate all'interno del castello di Gambatesa

- Fortezza sannitica di Duronia: sovrasta la cittadina di Duronia, che vennero reimpiegata nell'epoca medievale per ricostruire il castello medievale, accanto alla chiesa di San Nicola Vecchio. La fortificazione di Duronia si trova sul Monte Civita, 925 m s.l.m., presenta mura di 2 metri di spessore, una cortina esterna di grossi blocchi di forma poligonale e una interna di blocchi più piccoli. Le mura si conservano a lunghi tratti nella parte ovest, si collegano con dirupi rocciosi naturali della montagna, erano a guardia del tratturo Castel di Sangro-Lucera.
- Castello di Capua (Gambatesa): si trova nel centro del paese, risale al XIII secolo. Durante il Quattrocento, con il governo dei Conti di Gambatesa, venne ampiamente trasformato, privato di due torrioni, divenendo residenza gentilizia. Il massimo splendore fu raggiunto nel XVI secolo quando passò ai De Capua: fu realizzato sul versante nord un corpo di fabbrica che inglobò il nucleo originario, con l'apertura di nuove finestre tardo rinascimentali e pregevoli incorniciature in pietra. Sono visibili l'originaria struttura medievale di forma quadrata con la merlatura guelfa a sud-ovest, e le torri angolari a nord-est, mentre tardo rinascimentale è il portale bugnato, poi le finestre e la loggetta con gli archi a nord-ovest, del XVI secolo.

L'interno si presenta come una pregevole pinacoteca abbellita da affreschi di Donato da Caopertino nel 1550, su commissione di Vincenzo Di Capua, duca di Termoli e conte di Gambatesa. Gli affreschi sono l'espressione massima del manierismo molisano, il ciclo raffigura paesaggi, tendaggi, finte colonne e scene mitologiche che celebrano il potere della famiglia, alla stessa maniera della Camera degli sposi del Mantegna per i Gonzaga.
- Castello da Capo (Guglionesi): si trova nella parte alta del paese, risale all'XI secolo, dunque realizzato dai longobardi, e conquistato dai Normanni, che catturarono il comite Galterio: Roberto il Guiscardo fece erigere la cinta muraria lungo il perimetro del paese di Guglionesi, con 18 torri di avvistamento, realizzando la "Portella" e la Porta Da Piedi nella parte bassa. Esisteva anche un piccolo castello più a valle presso il fiume Sinarca, che doveva difendere Guglionesi dagli attacchi via mare, ma oggi è distrutto. Del castello normanno oggi restano una grande torretta a scarpa, e un locale, che era usato come magazzino, il castello si ridimensionò perché subì distruzioni nel 1495 da Carlo VIII di Francia, e così i cittadini preferirono spianare la cresta del colle per realizzare delle case.
- Palazzo Valiante-Capozio (Jelsi): il fortilizio era la dimora del comandante di Jelsi; l'atrio interno con volta a botte e stemma con alabarde, vessilli e corona, presenta la pavimentazione a breccioni, suddivisi da losanghe in pietra, analogamente a quella della pavimentazione che esisteva davanti all'ingresso. Tre rampe di scale portano al piano superiore, con gradini levigati, una vetrata sul pianerottolo immette nel giardino con riquadri e viali di mortella e dei pozzi. Un arco a tutto sesto su di un muro di cinta introduce nell'ampio cortile della cisterna, profonda 10 metri, con acqua sorgiva e vasca scalpellata, dove si abbeveravano i cavalli delle scuderie di Valiante e quelli degli austriaci del generale Frimont, che assediarono Jelsi nel 1821. Le scuderie sono andate distrutte in un incendio del 1949, e oggi ne rimane solo una, molto grande; sulla sinistra sorgono i locali della legnaia, le cantina, il fienile, presso vicolo del Corso.
- Castello normanno di Lupara: si trova sulla parte alta dello sperone, accanto alla chiesa di Santa Maria Assunta. Nel periodo normanno Lupara era feudo di Ugone Marchisio, nel 1450 di Giacomo da Montagano, poi altri feudatari furono Gerardo di Appiano e Andrea di Capua (1495). Nel '700 appartenne alla famiglia Pigione, che modificò radicalmente il castello, trasformandolo in residenza; dell'antica struttura resta solo l'ingresso monumentale della fortezza, con due torrette laterali ottagonali, che immetteva alla corte, e dove oggi si va all'accesso della chiesa dell'Assunta.
- Palazzo ducale Gambacorta (Macchia Valfortore): Costruito intorno al 1150, il castello passò nella proprietà di Gambacorta dal 1618 al 1701.

Oggi è museo e municipio. Ha tre livelli nella pianta rettangolare, con ingresso principale ad arco a tutto sesto. Sulla facciata è presente una torre circolare che è adibita a residenza privata. Di interesse la struttura esterna fortificata con base a scarpa, e la torre medievale a pianta cilindrica, con una monumentale finestra.

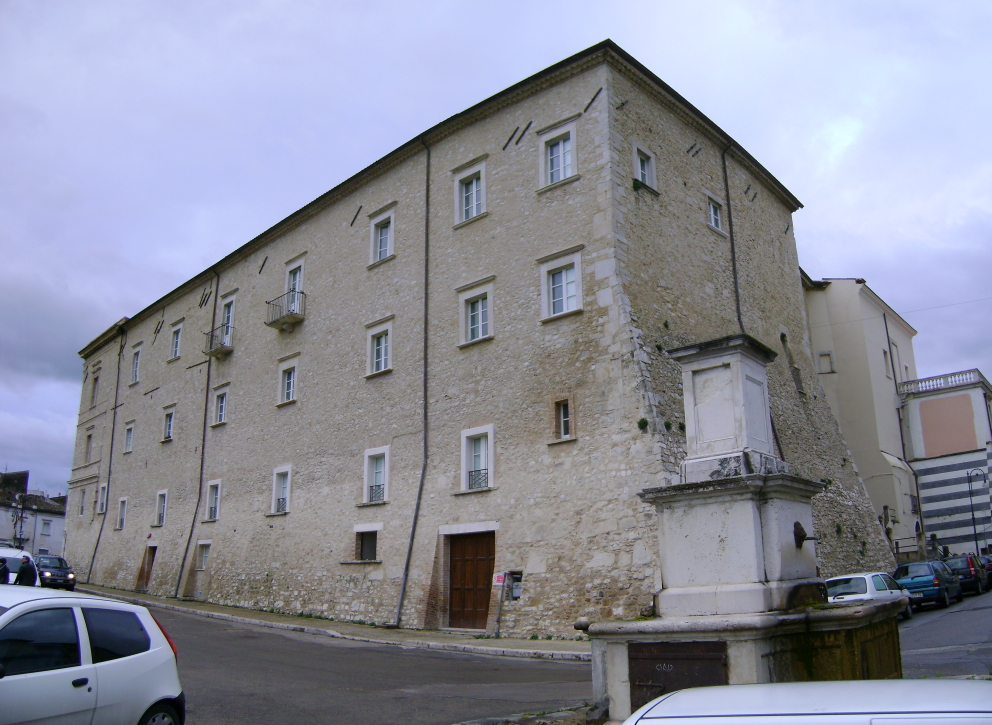
Palazzo ducale di Larino

- Palazzo ducale di Larino: n origine il palazzo era un castello edificato nell'XI secolo dai Normanni, e secondo alcune testimonianze inizialmente fu usato come dimora dalle famiglie più abbienti, i vari conti, marchesi e baroni che tenevano le sorti di Larino per conto dei sovrano di Palermo; il castello era collegato a una fortificazione sterna oggi scomparsa, che fungeva da prigione. Il palazzo castellato fu eretto in posizione strategica accanto al Duomo, presso Porta del Piano, l'asse viario principale dell'antica via consolare.

La struttura di fortezza rimase sino alla metà del XVII secolo, quando la famiglia De Sangro nel 1683 la trasformò in palazzo gentilizio. La famiglia De Sangro sia a Larino che presso il palazzo è documentata anche attraverso degli stemmi, uno è in vico Brencola, seconda traversa di via Leone, sulla destra della Cattedrale. Si tratta di un concio di chiave di un arco acuto alla gotica, che reco lo scudo con le insegne della famiglia. Secondo l'archeologo Franco Valente lo stemma sarebbe stato asportato da un altro luogo, e forse apparteneva proprio al castello, negli anni in cui si voleva perpetrare una damnatio memoriae contro i Sangro. Lo stemma appartiene a Tommasa de Sangro, feudataria di Larino. Nel XIV secolo il castello era di proprietà di Ugone di Soliaco, che lo rifortificò nel 1340.
Un altro stemma rinvenuto che ha lo scudo dei Sangro, con una dedica, come quello precedente, mostra come a Larino sia stata importante la figura di Tommasa e di suo figlio Ugolino, ancora minorenne; Tommasa sua madre governò in sua vece per vari anni[1], durante il baliato. Dallo stemma, con le insegne dei Pignatelli, si può immaginare che fosse avvenuta anche un'unione matrimoniale e politica tra le due casate, anche se nei documenti il castello è sempre citato come proprietà dei Sangro.
Nell'800 il palazzo venne acquistato dalla Municipalità di Larino, nel 1888 fu costruita un'altra facciata orientata su Piazza Vittorio Emanuele (oggi Piazza Roma), incompiuta. Ospita ancora la sede del Comune di Larino, ma è anche un'attrazione turistica, sede del museo civico archeologico.
- Castello baronale di Molise: sorge sulla cima di questo comune, vicino a Montaquila.

Il castello è un grande mastio a pianta quadrata, provvisto di una torretta angolare, simile al castello svevo di Termoli, e sorge nel centro del paese, nel punto più alto: fu costruito dai Longobardi, e rimodellato nel Quattrocento. I proprietari principali furono i Carafa. Ha pianta pentagonale, da cui si accede mediante un portale. Originariamente il castello era a due livelli: oggi resta solo il livello di base, mentre il palazzo fortificazione contiene ancora la struttura antica e due torri circolari.
Le notizie più remote del borgo medievale si hanno intorno al XIV secolo, quando il castello in centro al paese fu degli Evoli di Castropignano, poi degli Stendardo, che lo inserirono nella Contea di Montagano fino al 1477, quando Morì Giacomo da Montagano. Nell'anno seguente il feudo fu di Giovannella di Molisio, consorte di Alberico Carafa, famiglia che ebbe Molise sino al 1547. Dopo varie vicende il feudo fu tenuto da Giangiacomo Coscia, poi Gincenzo del Tufo, Prospero De Attelis, Giovanni Maeia di Blasio. Nel XVII secolo fu dei Della Posta, che tennero il castello sino al 1806, anno dell'eversione dal feudalismo: ultimo titolare fu Filippo Della Posta, vissuto durante la restaurazione borbonica e il periodo del brigantaggio. La famiglia continuò tuttavia ad abitare nel castello, e si estinse nel 1945 con la morte di Camilla Della Posta, nominata ancora "Baronessina di Molise"
- Castello di Collerotondo (Montagano): si trova sopra uno sperone roccioso a 5 km da Montagano, presso località Collerotondo. Conserva pochissimo dell'antica struttura fortificata, poiché nel XIX secolo fu modificato in masseria.

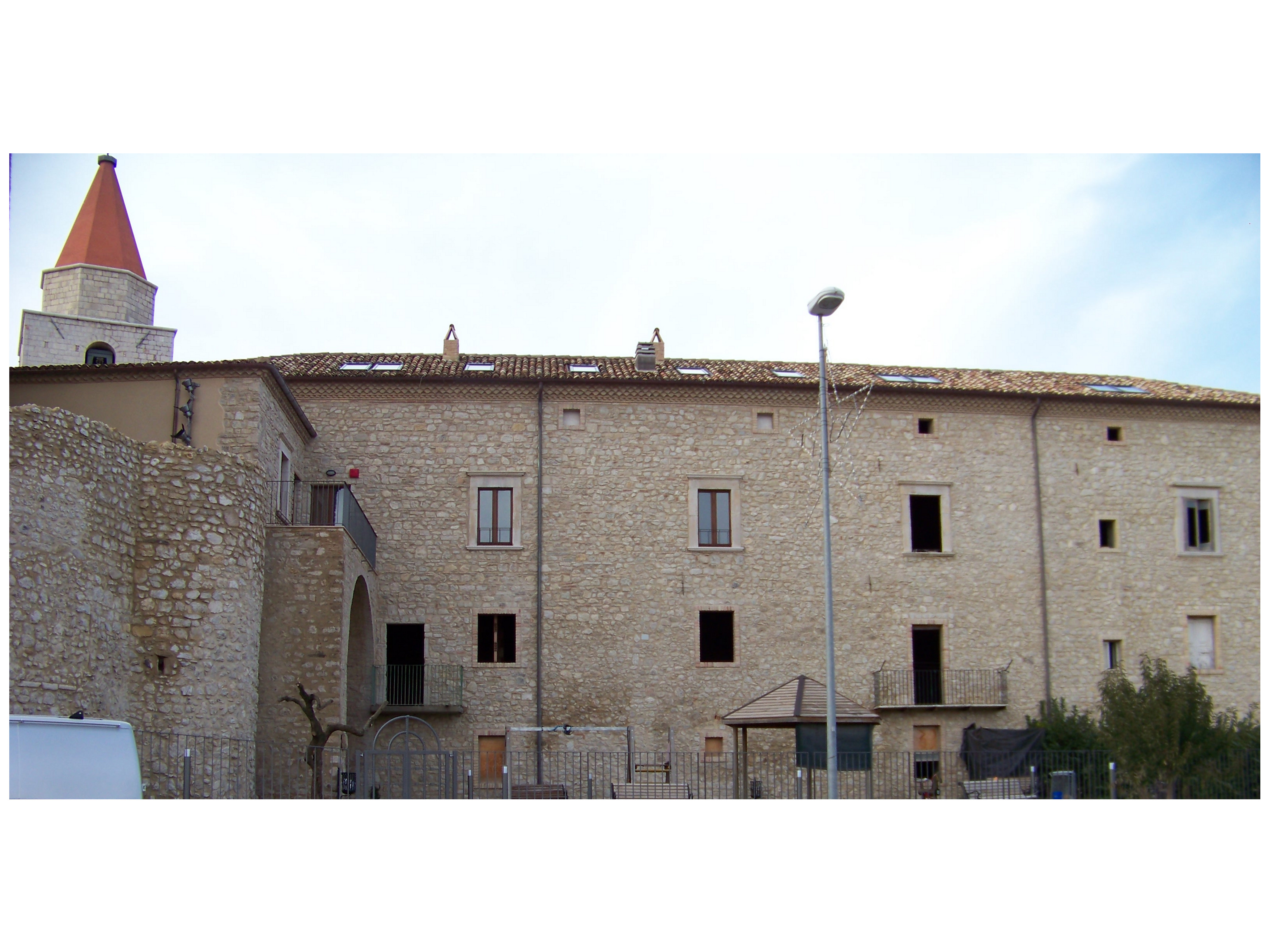
Palazzo marchesale di Colletorto

- Torre di Montebello: si trova nella frazione a mare di Montenero di Bisaccia, comunicante con il castello svevo di Termoli e la torre di Petacciato. Fu eretta nel secolo XVI, sotto il dominio di Carlo V, per vigilare meglio la costa da attacchi Turchi. Il 1566 è l'anno di edificazione sopra l'antico castello di Montenero, per volere del barone di Lanciano Vialante, che la possedeva insieme a Riccardo del Riccio; nel 1712 la notte del 26 settembre, circa 60 turchi assediarono la torre, che però non fu presa, vi si erano rifugiati dei contadini, che resistettero all'assedio dei turchi, sino a che non arrivarono rinforzi dalla città del Vasto, comandati dal conte Filippo Ricci. Nel 1953 fu ceduta al comune, nei primi anni 2000 è stata restaurata. Le superfici murarie sono compatte, presentano 4 finestrelle rettangolari con semiarco, delineate da mattoni in cotto a forte strombatura, e distribuite una per lato a diverso livello di altezza; prima del restauro la torre era attraversata da una profonda spaccatura, che ne minacciava la staticità. Sulla parete principale di ingresso vi sono tracce di bucature per le catene del ponte levatoio, sulla facciata si trovava lo stemma dei Battiloro, signori di Petacciato, che però fu levato nel 1953; sulla sommità si conservano merlature e beccatelli alla fiorentina.
- Palazzo ducale di Montefalcone nel Sannio: il palazzo si affianca la chiesa parrocchiale. Benché oggi appaia in uno stile neoclassico ottocentesco, si conservano tracce della struttura originaria. Grande e marmoreo stemma gentilizio sovrasta il balcone centrale, sull'ampio terrazzo della facciata. Il palazzo risalirebbe al XVIII secolo, edificato sopra il castello: l'arma scolpita sullo stemma gentilizio con la coppa aurea attorniata da 5 gigli, fu quello della famiglia amalfitana dei Coppola duchi di Catanzaro, che ebbero in feudo Montefalcone, Montemitro, San Felice Slavo (oggi San Felice del Molise), Roccavivara, Castelmauro dal 1665 sino al 1806. La presenza intorno alla base di calpestio del palazzo, privo di fondaci interrati e capace di un centinaio di stanze, di un quadrilatero perimetrale di cinta muraria con torri cilindriche e di difesa, le quali sembrerebbero anteriori al XVIII secolo, rende problematica l'individuazione epocale del palazzo
- Torre di Rocca (Oratino): si trova sopra la rupe rocciosa de "La Rocca", che scende a picco sull'argine del Biferno, e da cui è possibile avere una piena panoramica della vicina Campobasso. Pare che per la posizione, questa fosse un avamposto sannitico, ricostruito nel Medioevo, nel XII-XIII secolo. La struttura ha pianta quadrata, alta 12 metri, da cui è possibile avere un'ampia panoramica della vallata, il torrione è in pietra calcaree in conci irregolari; l'ingresso è sopraelevato, segno che vi si accedeva da una scala a ponte; l'interno era ripartito in 4 livelli da solai di legno, sottoterra vi era una cisterna.

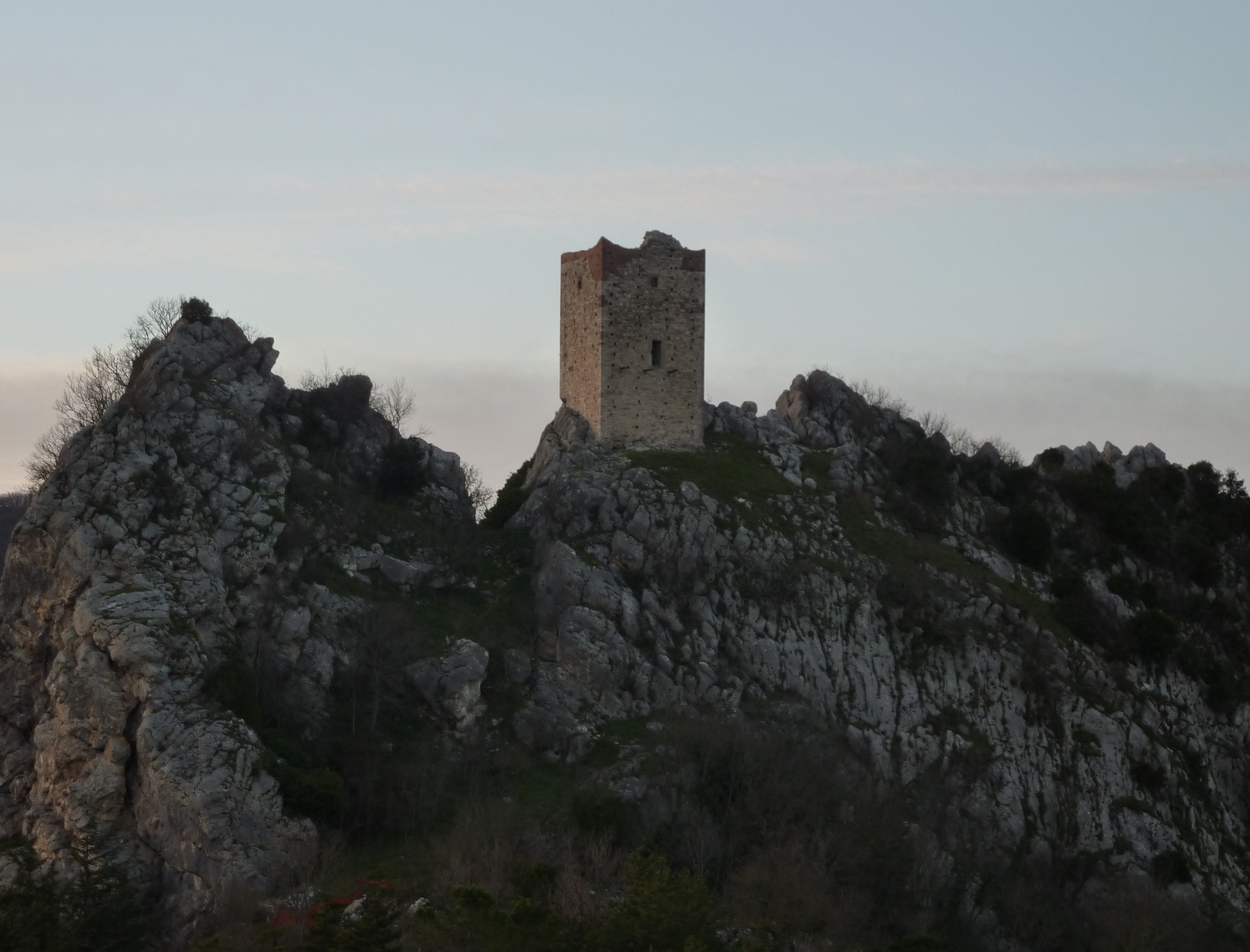
La torre di Oratino

- Torre di Petacciato: si trova sulla costa adriatica, prima di Termoli, e di incontrare la coeva Torre del Sinarca. È allo stato di rudere, e fece parte del sistema di fortificazioni di controllo della spiaggia del XVI secolo.
- Borgo fortificato di Riccia e torre di Guardia: Il centro storico di Riccia si divide nel rione medievale, e in quello sviluppatosi nel XVIII-XX secolo. La prima parte è a pianta elicoidale irregolare, con la parte più alta sormontata dalla torre del castello; la strada principale è via Castello, dove si trovano la Zecca antica, la chiesa della Madonna delle Grazie, e verso sud la chiesa dell'Annunziata, in via Bartolomeo Zaburri, mentre ad est in via Arco del Filosofo c'è la parrocchia di Santa Maria Assunta. Si presume che questa parte antica della cittadina fosse l'arx italica, conquistata poi da Roma. Alcune scoperte archeologiche hanno riguardato le aree di Campo San Pietro, Pesco del Tesoro e Cerignano, e hanno fatto comprendere come questi insediamenti antichi risalgano già alla popolazione italica dei Sanniti, i quali avevano eretto delle fortificazioni di confine. Alcuni storici sostengono che Riccia fosse sorta come piccola colonia romana durante la campagna militare di Lucio Cornelio Silla. Lo storico romano Frontino annota Aricia oppidum pro lege Sullana. Tuttavia lo storico Nibby smentisce il fatto che Frontino si riferisse alla città del Molise, parlando invece dell'Ariccia laziale[4] Fatto sta che nei documenti del XII secolo il toponimo è "Saricia", o "Ricia - Aritae" nel XIV secolo. Nel 642 d.C. giunsero nel Molise gli Schiavoni scampati all'eccidio di Rodoaldo nella battaglia dell'Ofanto, in epoca longobarda, quando venne edificata una prima rocchetta di guardia nel punto alto del paese.

La seconda porzione, più moderna, detta "Terranova", è delimitata dagli assi di via Roma e viale Marconi, l'organizzazione planimetrica è più regolare, rispetto al rione medievale, con assi ortogonali che si sviluppano attorno all'area del Municipio, ricavato dall'ex convento dell'Immacolata Concezione, dietro cui si trova il giardino del piazzale quadrangolare dedicato, a Umberto I di Savoia. Da via Garibaldi, in direzione ovest, si accede a nuovi quartieri residenziali, non ancora pienamente sviluppati, che sorgono nell'area del cimitero, dove si trova la chiesa del Carmine.
Il castello fu costruito dagli Angioini: nel 1285 Bartolomeo di Capua lo dette a Carlo d'Angiò, dipendente dal centro di Gambatesa. Nel 1400 fu abitato da Costanza Chiaramonte, ex contessa di Modica, ex Regina di Napoli, in quanto sposa nel 1389 di Re Ladislao I di Napoli D'Angiò, poi ripudiata tre anni dopo. Andata nel 1395 in seconde nozze con Andrea Di Capua conte d'Altavilla, primogenito del Principe di Riccia, Luigi di Capua, venne a vivere appunto a Riccia, dove morì nel 1423. Sia Costanza Chiaramonte, che il marito Andrea ed il suocero Luigi di Capua sono sepolti a Riccia in una cappella gentilizia, all'interno della Chiesa di Santa Maria delle Grazie. Nel '500 passò a Bartolomeo III che lo trasformò in vera roccaforte militare. Però nel 1799 una sollevazione popolare distrusse la facciata del castello.
Il castello oggi è conservato in forma non integra: mancano alcune parti del recinto fortificato e alcune torri. Il cortile è ben conservato, così come il torrione e il palazzo ducale, che oggi ospita il Museo delle Arti.
Il castello aveva pianta a recinto triangolare.

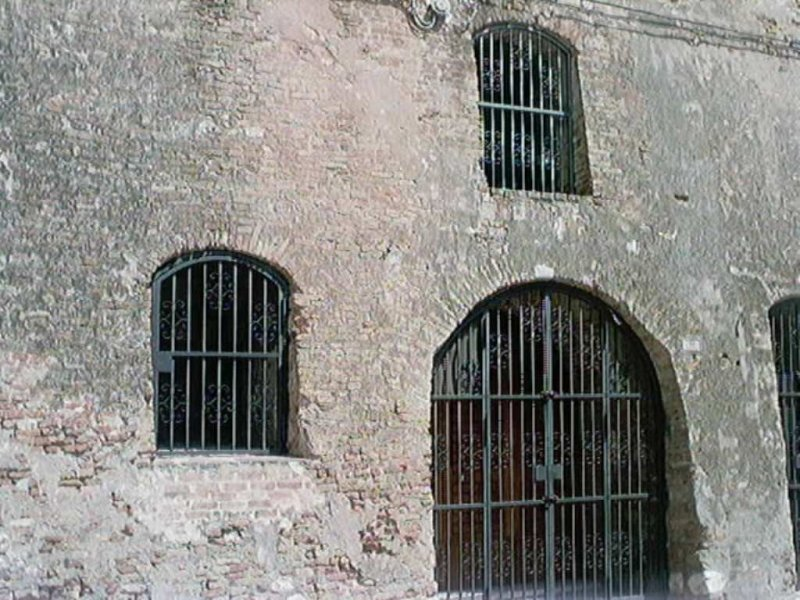
Porzione di Palazzo Tozzi, San Martino in Pensilis

- Palazzo Colavecchio, antico castello del Conte di Rotello: massiccio e imponente, sorge nel borgo antico, la Terravecchia. Il palazzo era l'antico castello normanno della Contea di Loritello, istituita con le conquista di Roberto il Guiscardo. Rotello fu capoluogo di questa contea sino al 1220, quando venne soppressa per fellonia da Federico II di Svevia. Il palazzo andò in mano a vari feudatari, e venne modificato, tanto che oggi, malgrado la struttura imponente, di medievale non si conserva quasi nulla.
- Castello di Pianisi (Sant'Elia a Pianisi): si trova fuori dall'attuale abitato, e risale al XII secolo. Del castello restano ruderi, perché distrutto dal terremoto del 1456, e mai più ricostruito.
- Palazzo Tozzi (San Martino in Pensilis): risalirebbe a un castello normanno, eretto nel XII secolo, nel Catalogus baronum di Guglielmo il Buono, si fa menzione a un Domenico Amerio contemporaneo di Roberto di Bassavilla, conte di Loritello (1189). Il castello fu ristrutturato in età angioina con archi a sesto acuto, la stessa conformazione quadrangolare lascia ipotizzare che una fortezza medievale; alti elementi che sottolineano l'antica origine del palazzo sono: muro a scarpa, feritoie, finestre orientate verso il cortile e un arco che collega il castello con le abitazioni do fronte. Alla struttura si accedeva su rampa di scale che precedeva il ponte levatoio, attorno al castello vi era una fossato. Internamente vi era una decorazioni a merli in pietra, andati perduti, la sala del signore, e una torre di guardai residenza del feudatario. Una leggenda vuole che il barone nella sua stanza usasse un congegno che faceva cadere un suo suddito inviso e odioso in una stanza con una ruota a lame affilate, che girava tranciando chiunque vi piombasse.
In età moderna, il palazzo fu abitato da Ferdinando Di Capua, duca di Termoli, poi passò ai Cattaneo e ai Tozzi. Il palazzo è accessibile da una scalinata moderna che conduce al cortile, interessante è il loggiato rinascimentale che si affaccia sulla piazza.
- Torri di San Polo Matese: il castello fu ristrutturato nel XV secolo da Alfonso d'Aragona, ma dopo il terremoto del 1805, essendo già stato trasformato in palazzo baronale, andò quasi distrutto. I resti sono inglobati negli edifici del paese alto, non si sa quale fosse la sua planimetria: sul lato nord-est del paese resta una grande torre cilindrica nella cui base, bucata in epoca recente per favorire l'accesso al borgo, è stato aperto un foro. Questa torre però doveva far parte del sistema delle mura, e non del castello vero e proprio. Pare invece che il campanile della chiesa di San Pietro in Vincoli, in cima al paese, fosse parte del castello. Nel XIV secolo Enrico Pandone, Conte di Venafro, possedeva San Polo, sino al XVI secolo, tuttavia pare non ci fossero state trasformazioni particolari al castello, come evidenziato negli altri castelli posseduti di questa famiglia, quali quelli di Cerro e Venafro stessa.

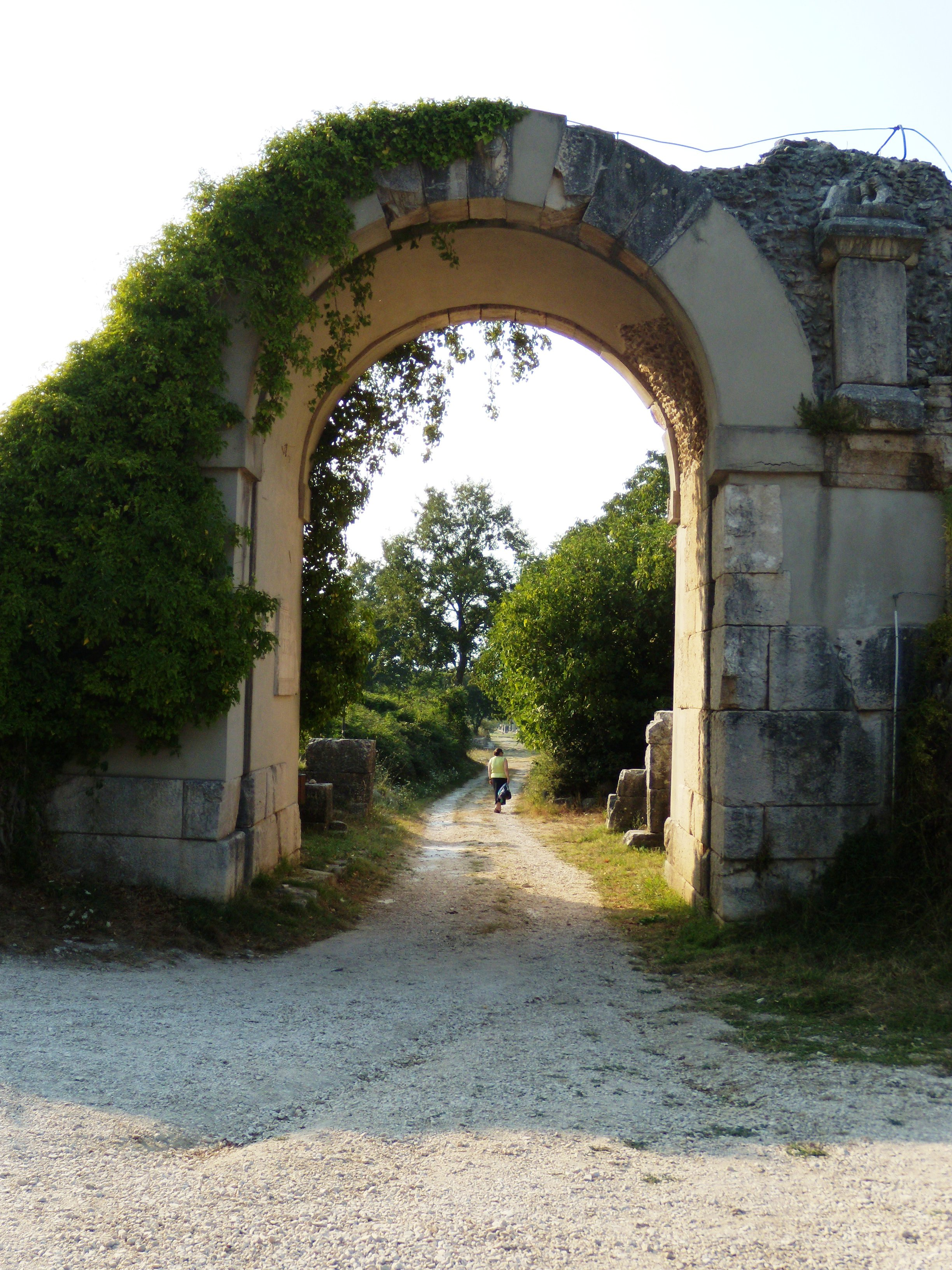
Saepinum, Porta Benevento

- Torre di Santa Croce di Magliano: si trova isolata dal paese di Santa Croce, è sita nella frazione Magliano, antico borgo medievale distrutto dal terremoto del 1456. Il torrione cilindrico ha la muratura a scarpa, in conci irregolari, sarebbe stata realizzata nel XIII secolo per sorvegliare dalla collina la costa molisana. Dopo la distruzione del paese, sono sorte leggende su questa torre, come quella che nei sotterranei sarebbe nascosto un grande tesoro; è citata anche nelle Memorie storiche civili ed ecclesiastiche del Monsignor Tria.
- Area fortificata di Altilia - Saepinum (Sepino): sorge in posizione strategica nella valle del Tammaro, a guardia del tratturo Pescasseroli-Candela. Il circuito murario si sviluppa per circa 1500 metri, sfrutta dove possibile la difesa naturale rocciosa delle montagne; la cinta è a doppia cortina, una esterna più bassa, l'altra arretrata di 3 metri rispetto alla prima, e più alta. Tra le due corre un terrapieno utilizzato per il cammino di ronda; le mura di Terravecchia espugnate nel 293 a.C. dall'esercito romano guidato dal console Papirio Cursore, si articolano in una doppia muraglie formante un gradone; secondo lo storico Tito Livio[5] in questa occasione morirono 7.000 soldati. Lungo il percorso sono visibili tre porte di accesso: Porta Orientale o del Matese (ma è anche detta Porta da Boiano), che apre in corrispondenza della via di accesso al valico, poi Porta dell'Acropoli a nord-ovest, da cui si usciva per l'approvvigionamento idrico, e poi Porta Tratturo ad est. Si conserva perfettamente Porta Orientale o da Boiano, alta 2, 50 metri, la copertura è ottenuta da grandi lastroni di pietra disposti in piano; si conservano lateralmente anche delle sculture dette "prigioni".

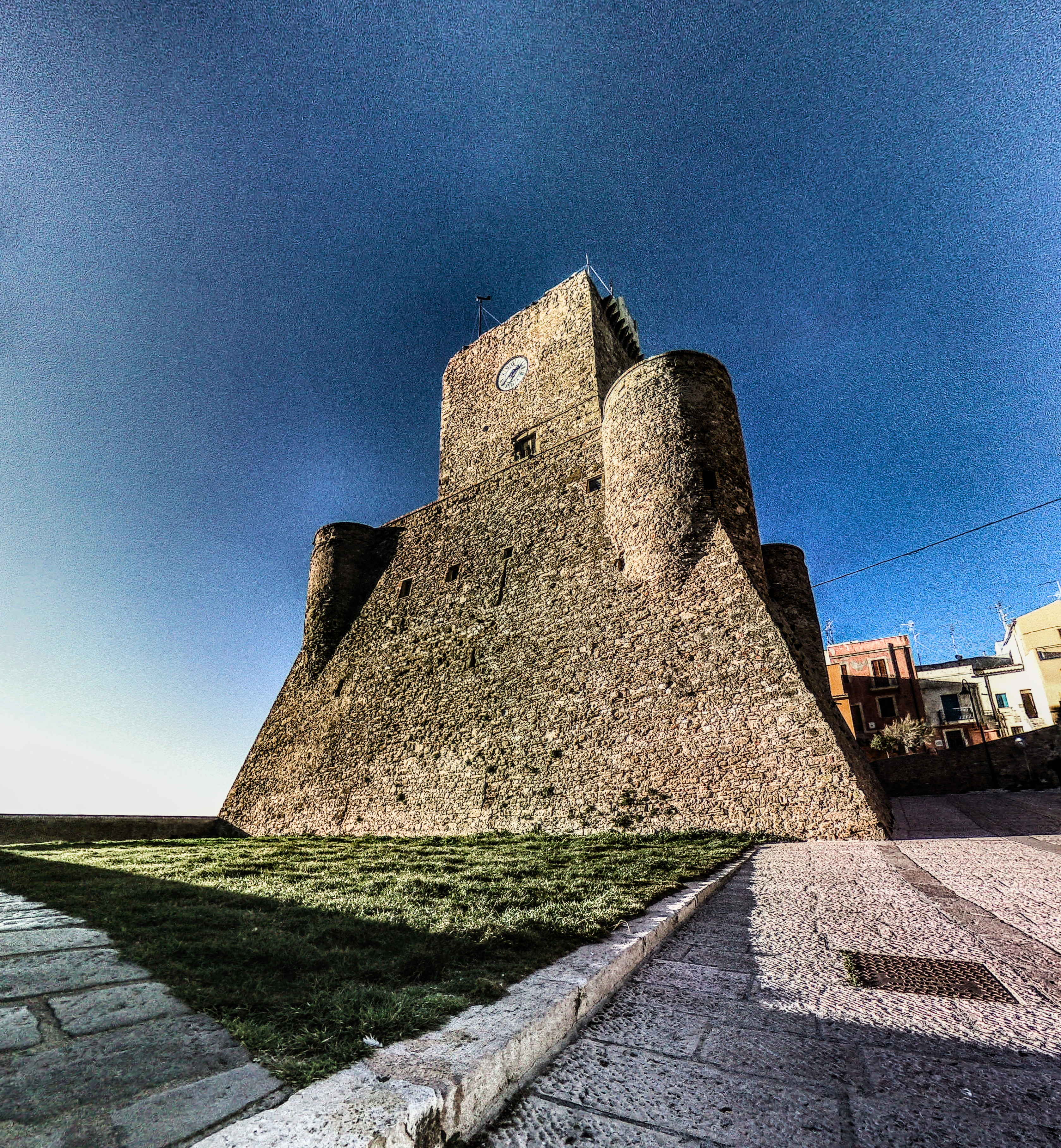
Castello svevo di Termoli

- Castello svevo di Termoli: la costruzione del castello è inserita nell'imponente piano strategico di fortificazione militare, progettato da Federico II di Svevia per difendere la costa adriatica del Regno di Napoli, sino al sud della Puglia, per difenderlo da attacchi nemici, come il saccheggio dei Veneziani nel 1240. Si pensa che l'opera federiciana a Termoli si fosse concentrata su un piccolo fortino già esistente dall'epoca longobarda, vista la conformazione tetragona del castello, molto diversa dai soliti castelli di Federico presenti in Puglia. Il castello si trova sul lato mare a nord-ovest, collegato via terra col borgo antico, è composto di pietre di cava rozzamente scolpite, il torrione centrale si compone di due grossi corpi a tronco di piramide mozza, inseriti l'uno nell'altro. Il primo fa anche da larga base, si solleva a scarpa, ornato superiormente da quattro torrette cilindriche angolari, il secondo è più piccolo, conserva un coronamento a mensole, parzialmente conservato, e un orologio civico, aggiunto nell'Ottocento. Sulle superfici murarie compatte erano praticate feritoie, poi allargate in finestre; l'ingresso era da ovest, sul lungomare Sant'Antonio; lo scarso sviluppo della superficie interna, non adattabile ad ambienti privati, dovette limitarne l'uso a scopi solo militari: dei due piani con volta a botte, l'inferiore era utilizzato come magazzino d'armi, la parte superiore era per la difesa.

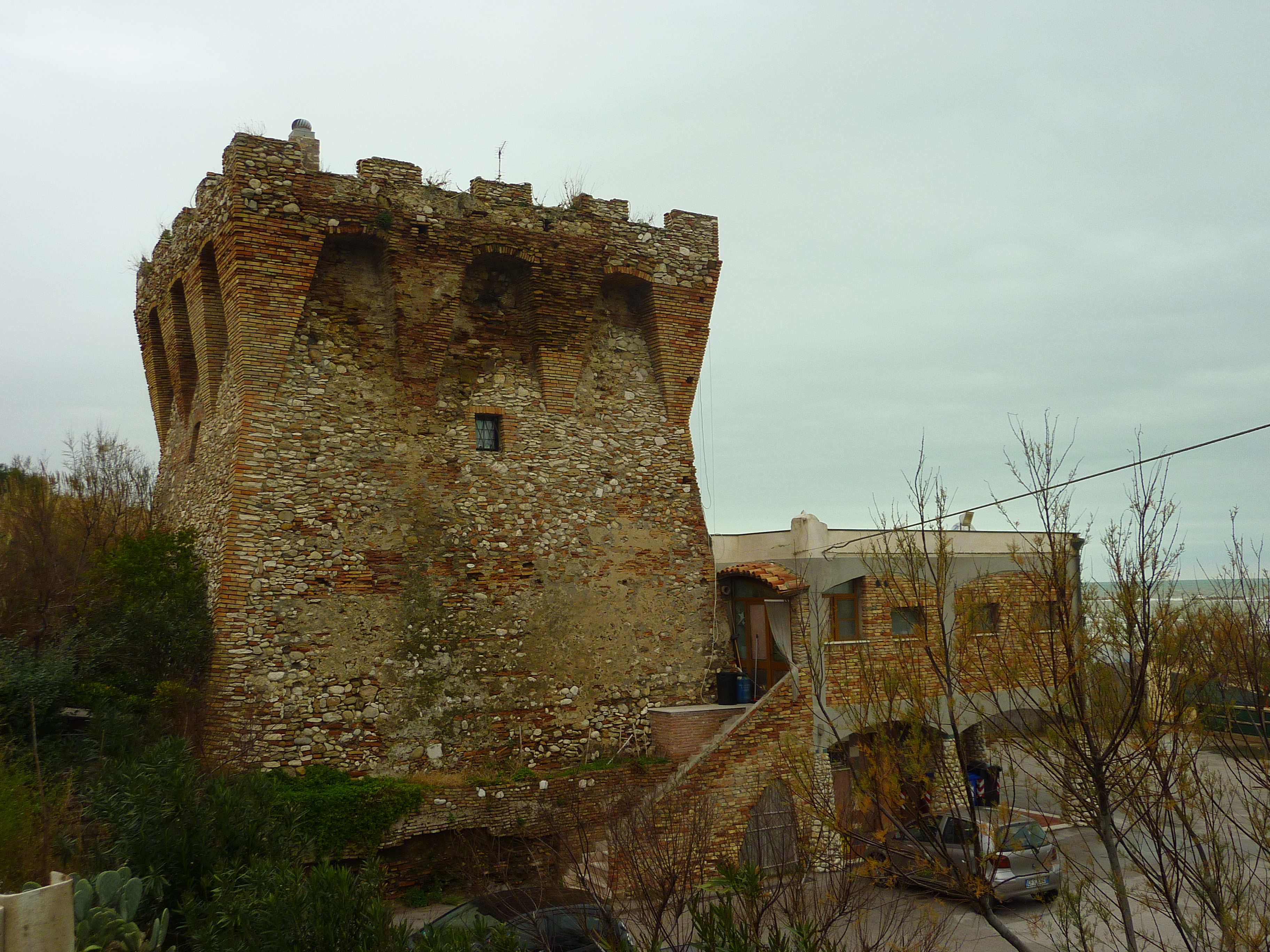
Torre del Sinarca, Termoli

- Torre del Meridiano (Termoli): è una delle torri costiere di Termoli, situata oggi nella parte della città nuova, a sud-est del paese vecchio. La torre è a pianta circolare, è di particolare importanza perché era ritenuta il punto d'incrocio tra il 42º parallelo Nord e il 15º Meridiano Est; era per questo usata come torre di avvistamento per prevenire attacchi via mare, la sua posizione dominava sino alla foce del Biferno.
- Torre del Sinarca (Termoli): si trova sulla costa adriatica Nord, tra Termoli e Petacciato. Fu realizzata nel XVI secolo da Carlo V di Spagna per fortificare tutta la costa adriatica del Regno, onde prevenire attacchi nemici via mare. Si conserva in perfetto stato, ha pianta quadrangolare con grandi merlature al piano superiore, e beccatelli.
- Castello medievale Ciamarra (Torella del Sannio):

Si trova in cima a Colle Ciglione, in alto sopra il borgo, dove fu costruita la prima torre longobarda del IX secolo. Nel XIII secolo fu fortificato come vero castello dagli Angioini. Nel XV secolo fu ampliato dagli aragonesi e successivamente passò a vari baroni tra i quali i Carafa e i Caracciolo, passando in seguito alla famiglia Ciamarra. Il castello ha forma di un palazzo gentilizio di pianta rettangolare irregolare, con muratura in mattoni. Le tre torri angolari superstiti appartengono al periodo aragonese, di forma circolare, e con sommità decorata da merlature e cappuccio a cono per tetto. La proprietà del Castello è rivendicata da due rami della famiglia Ciamarra, tra cui è tuttora in corso una causa giudiziaria su questo tema. Parte del castello ospita oggi un museo dedicato alla pittrice Elena Ciamarra.

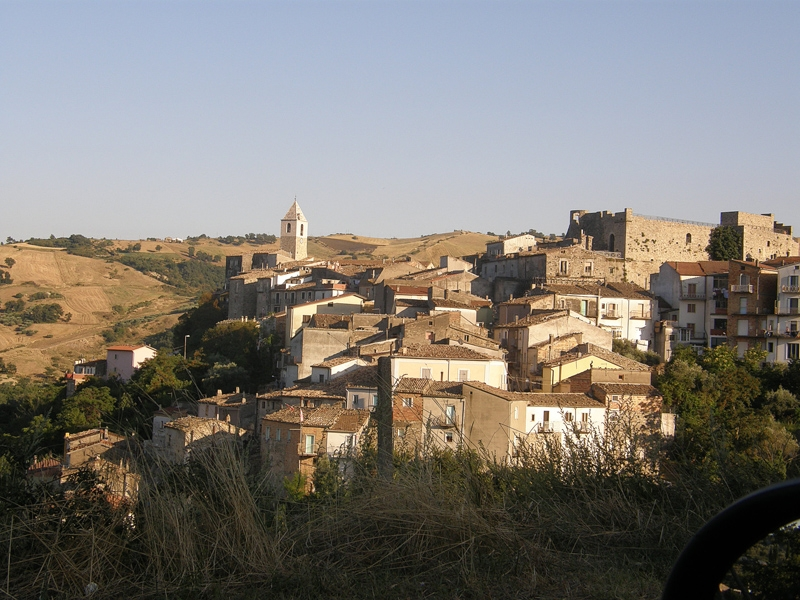
Tufara, sulla sinistra il campanile della chiesa dei SS. Pietro e Paolo, a destra il castello

- Palazzo Colaneri o Castello comitale di Trivento: si trova nella parte più alta del paese, l'antico castello risalirebbe al XIII secolo su preesistente struttura longobarda. Nel 1268 il castello per volere di Carlo d'Angiò fu del conte Ansaldo de Lavanderia, successivamente nel XVIII secolo fu trasformato in residenza signorile, lasciando tuttavia chiari segni all'esterno dell'antica struttura di difesa. Il palazzo presenta due ingressi, quello di destra affiancato da uno stemma, conduce a una stradina che porta alla zona posteriore; attraverso l'ingresso di sinistra si accede al cortile interno. Sino al XIX secolo l'interno era usato come carcere, poi è stato abitato da varie famiglie.
- Castello longobardo di Tufara: di origine longobarda, si trova un rialzo tufaceo in mezzo al centro storico, ed era di grande posizione strategica per il controllo del territorio. A pianta quadrangolare, era piuttosto piccolo, ma fu ampliato nei secoli a seguire. Decio Crispano lo ampliò nel XVI secolo, il castello assunse un aspetto irregolare "a fagiolo", divenendo anziché una fortezza una dimora gentilizia. Benché fosse appartenuto ai Carafa, ai Pignatelli, il castello nel XIX secolo cadde in degrado e venne spogliato degli arredi, e benché sia restaurato, non mostra i fasti originari. L'esterno mostra i caratteri medievali di torri rompitratta inframmezzate alla cortina muraria, decorate sulla sommità da un camminatoio merlato, e feritoie sul piano, e un grande portone di accesso.

## Isernia - Le mura

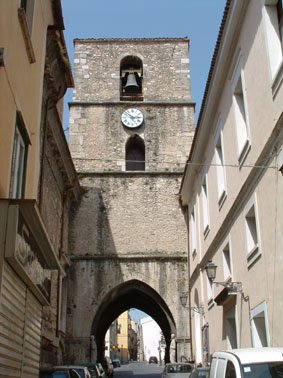
Isernia, torre della Cattedrale di San Pietro

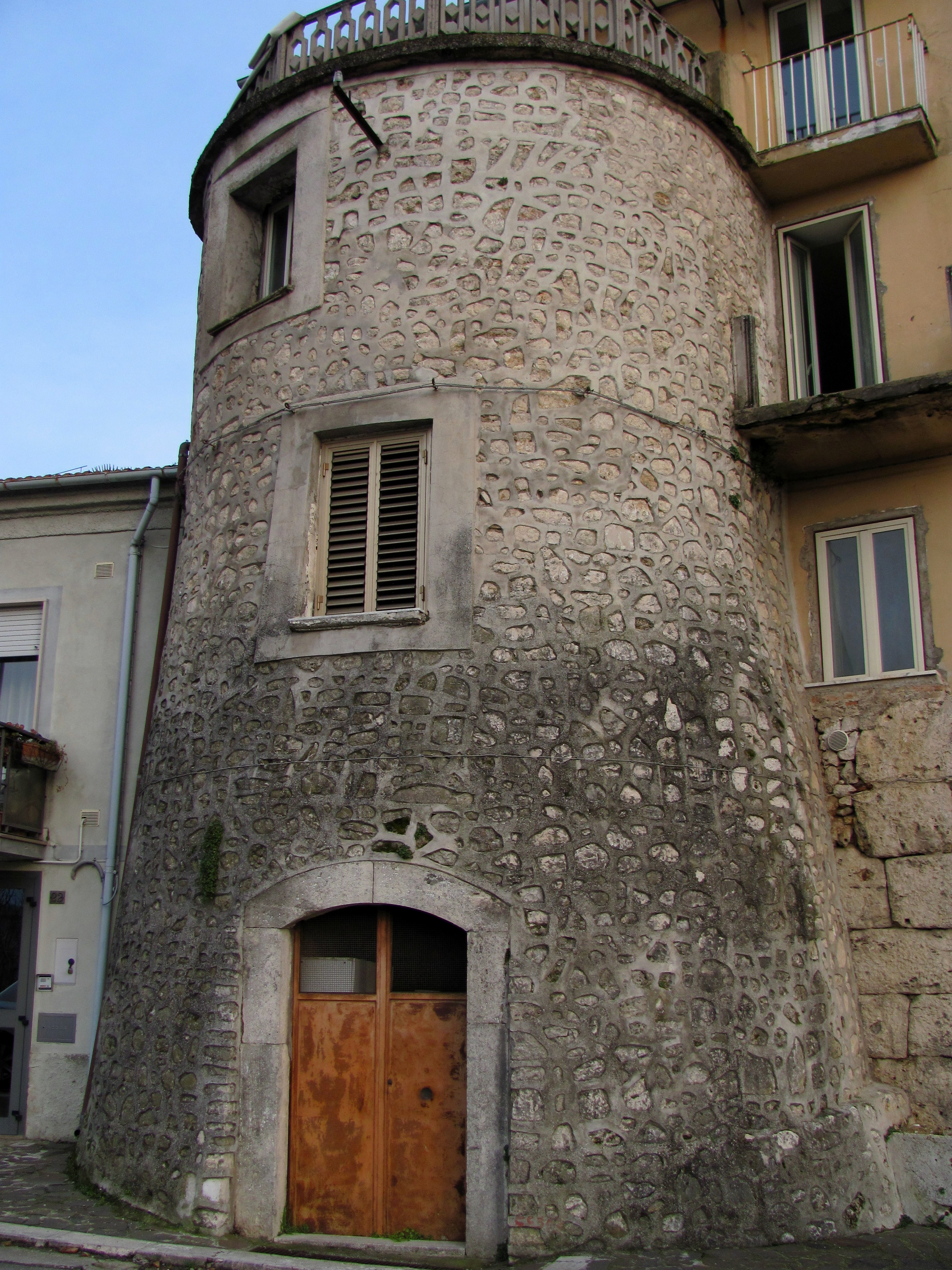
Torre della cortina urbana ovest

Isernia non è stata mai dotata di un castello, piuttosto di una cinta muraria ancora oggi in parte individuabile nel centro antico. La sopraelevazione naturale dell'abitato sulla collina, rendeva già dal XII secolo Isernia una città ben protetta. Per quanto riguarda la precedente era romana, gli elementi arrivati sino ad oggi riguardanti la muratura, a grossi blocchi trachinici parallelepipedi, oggi ne sono visibili delle tracce sulla parte orientale. Il foro romano era l'attuale Piazza Andrea d'Isernia o piazza del Mercato, dove il duomo di San Pietro fu eretto sopra il tempio di Giove. Il decumanus maximus coincideva con l'andamento del corso Marcelli; nella ripetizione regolare dei vicoli a questo ortogonali, unica eccezione il vico Storto del Castello, si riconosce una teoria di cardines.
Nelle'poca medievale longobardo-normanna, la cattedrale di Isernia, l'episcopio e il territorio attorno al foro vennero a costituire un polo di carattere religioso nella parte topograficamente più elevata della semidistrutta città romana; un altro polo di carattere civile si formò secondo Franco Valente, più tardi in età longobarda (X secolo), cioè fuori dalle mura a nord, quando venne istituita la Contea d'Isernia, sarebbe stata eretta una fortezza nell'area sud, tra via Occidentale e Largo Purgatorio, oggi scomparsa, di cui però rimangono i toponimi di via Castello, vico Porta Castello.
Nell'847 un terremoto distrusse Isernia, altri danni furono arrecati dai Normanni, sicché la contea passò nella Contea di Boiano, o di Molise. Nel 1223 l'imperatore Federico II, lottando contro il conte Tommaso di Celano dei Marsi, ordinò l'abbattimento delle mura isernine. Così queste lentamente nei secoli seguenti vennero a fondersi con le case civili, complici altre distruzioni arrecate dai terremoti del 1456 e del 1805. Nel 1703 l'abate Giovan Battista Pacichelli realizzò una pianta della città di Isernia come si presentava all'epoca, nella legenda della carta geografica, con lettere dell'alfabeto, sono riportati i monumenti principali:
- A: Convento dei Cappuccini
- B: Santuario dei Santi Cosma e Damiano
- C: Monastero dei Celestini (San Pietro Celestino)
- D: Monastero di Santa Maria delle Monache
- G: Palazzo del Principe
- I: Palazzo vescovile e campanile del duomo
- L: Piazza del Mercato
- M: Chiesa e convento di Santa Chiara
- M: Sobborgo San Rocco

Le lettere E - F - H - N riportano degli edifici scomparsi: la chiesa di Sant'Onofrio, di San Vincenzo, dell'Annunziata, e di Santa Lucia. La cinta muraria orientale, benché in rovina, serviva come camminamento di ronda. Tre sono i fornici di accesso, il primo dalla chiesa di Santa Maria delle Monache, il secondo all'altezza della cattedrale, dalla porta del campanile di San Pietro, e il terzo al di sotto della chiesa di Santa Chiara, mediante Porta Fonticella.
Nei pressi di Piazza Purgatorio, dove sorgeva la chiesa, distrutta nel bombardamento del 1943, pare che manchi un tratto della cortina muraria, forse crollato già col terremoto del 1805, si nota una rientranza, un declivio con un terreno senza costruzioni. Sul lato meridionale la muratura mostra un avancorpo, una torre circolare e Porta da Piedi, con un ponte che scavalcava un fossato; quest'ultimo sembra generato dal fiume Carpino. Probabilmente venne realizzato un canale artificiale a protezione dell'accesso alle mura, all'inizio del corso Marcelli. Il lato nord delle mura appare caratterizzato da una serie di massicci contrafforti che fanno supporre l'ampio riutilizzo dei resti delle mura sannitiche; manca l'ingresso da nord, detto Porta Maggiore, che accoglieva i mercanti e i pellegrini dalla strada degli Abruzzi e di Bojano, Campobasso, e vi si trovava la chiesa dell'Immacolata Concezione.

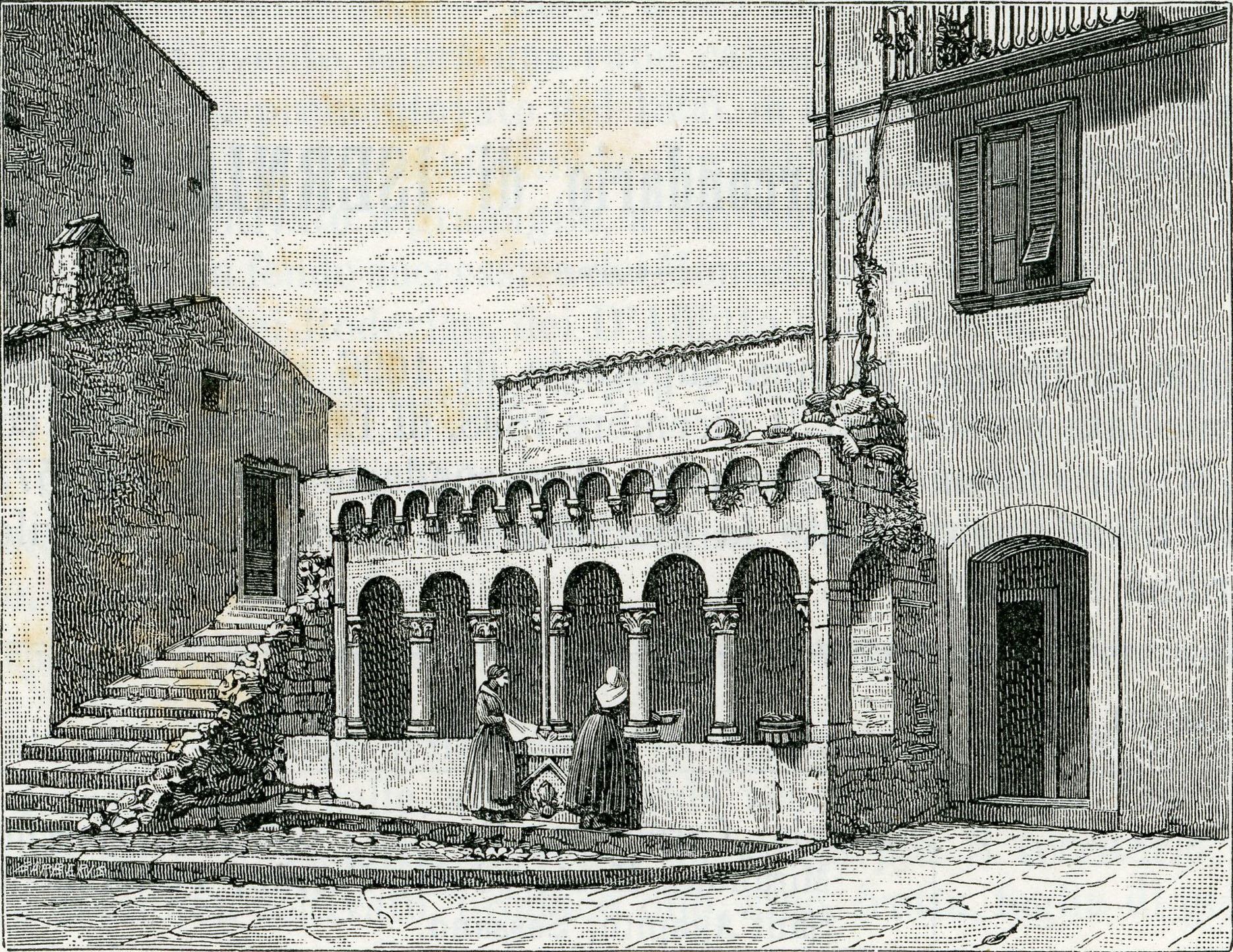
Largo Purgatorio con la fontana Fraterna (Isernia) nel 1898. Oggi si chiama Piazza Celestino V, ricavata dallo slargo delle abitazioni distrutte nel bombardamento alleato del 1943

Il disegno di Pacichelli non fornisce informazioni sul versante occidentali, opposto al punto di vista della città, una pianta del XIX realizzata dal geografo Tommaso Zampi, custodita nella Biblioteca nazionale "Vittorio Emanuele III" di Napoli, mostra com'era la pianta muraria di questa porzione, dall'andamento a cortina. Oggi però in più punti il tratto di via Occidentale è stato rimaneggiato dalla presenza di abitazioni.
Il fronte occidentale presentava tre torri circolari, individuabili facilmente tra le case, e 4 porte di accesso: Porta Castello, Porta di Giobbe, vicino al vicolo Castello, e Porta Mercatello, che esiste ancora oggi, e introduce a Piazza Andrea d'Isernia; poi ancora Porta San Bartolomeo, che si trovava vicino alla chiesa omonima oggi distrutta, la porta è ancora esistente, si trova in Largo Ciarlante.

## Provincia di Isernia
- Castello di Cermignano (Acquaviva d'Isernia): tra il 1045 e il 1053 l'area dell'attuale provincia isernina faceva parte del domini dell'abbazia di San Vincenzo al Volturno. In seguito avvenne l'usurpazione del Conte di Borrello, che realizzò il castello ad Acquaviva, di fronte alla chiesa di Sant'Anastasio. Il castello ha la forma quadrangolare, molto simile a quella delle fortezze medievale del Regno di Napoli,si sviluppa su tre livelli; le trasformazioni subite nel Sette-Ottocento ne hanno alterato la struttura difensiva, mostrandosi come una residenza signorile. Sul piazzale esterno si intravedono il portale della faccia, cui si accede da una scalinata, esso è caratterizzato da un arco a tutto sesto, che permette di accedere alla scalinata del cortile interno, che conduce ai piani superiori. Sul lato opposto della facciata si scorge un secondo ingresso.
- Castello ducale Sanfelice (Bagnoli del Trigno):  si trova in cima alla montagna rocciosa del paese, a 783 m. circa s.l.m, a guardia del rione Terra di Sopra. Il castello venne eretto intorno all'XI secolo, durante il dominio normanno della famiglia di Beraldo, Conte di Isernia, durante il dominio svevo del XIII secolo, il castello fu proprietà dei Conti di Molise. Nel XVI secolo passò ai D'Avalos di Vasto, mentre gli ultimi feudatari sino al 1806 furono i Sanfelice, da cui il nome. Il castello di Bagnoli era un ottimo presidio di guardai del tratturo Castel di Sangro-Lucera, compito che la fortezza perse man mano che i secoli passavano, sino all'abbandono nel XIX secolo. Infatti il castello prima del corposo restauro della Soprintendenza, era in condizioni precarie poiché solo una porzione era ancora usata come abitazione, mentre il resto minacciava di crollare. Dell'antica pianta quadrata del castello faceva parte la torre longobarda-normanna, in epoca rinascimentale vennero aggiunti altri spazi come quello affacciato sulla vallata, affinché il castello divenisse residenza signorile, insieme alla loggia del piano nobile. Modifiche ulteriore furono apportate con il portale cinquecentesco di accesso, le scuderie e il cortile superiore con giardino.
- Rudere del Castello di Sprondasino (Bagnoli): si trova lungo la strada tra Bagnoli e Civitanova del Sannio, in località Colle Terra Vecchia. La posizione del castello era strategica, per il controllo dei pellegrini, dei mercanti, e dei pastori transumanti che attraversavano il tratturo Celano-Foggia, passando per Bagnoli e Pietrabbondante. Il castello è menzionato nel Catalogus baronum del XII secolo, appartenente al feudo di "Matheus", nel 1270 Carlo I d'Angiò affidò il castello a Guglielmo di Rifonso di Avignone, nel 1272 passò a Guglielmo di Savors, mentre nel 1415 era proprietà di Antonio d'Evoli di Castropignano, poi andò a Paolo di Sangro insieme al feudo di Civitacampomarano. Il forte terremoto del 1456 danneggiò gravemente la struttura, che venne abbandonata, sino alla scomparsa quasi totale. Il castello aveva pianta trapezoidale, ed oggi è visibile parte di una torre.

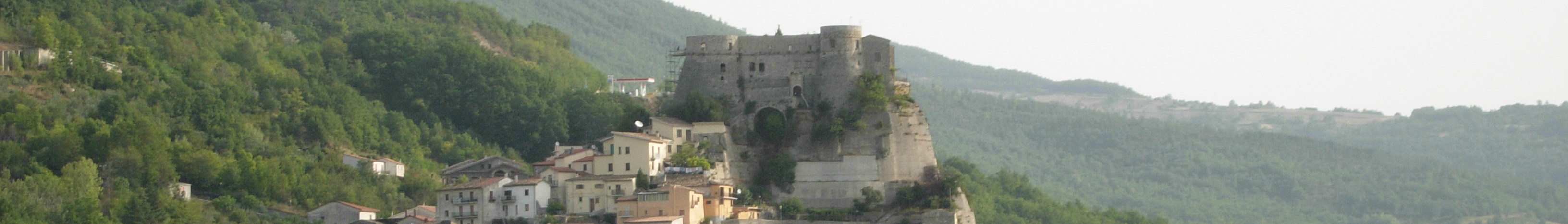
Veduta del castello Pandone di Cerro al Volturno

- Castello Caldora (Carpinone): il castello fu eretto nell'XI secolo, a forma di pentagono irregolare, delimitato da 5 torri, sopra il burrone che dà sul fiume Carpino. Nel 1223 per volere di Federico II il castello fu distrutto da Ruggero da Pescolanciano, ricostruito nel XIV secolo dalla famiglia d'Evoli di Castropignano, e nel primo ventennio del '400 fu abitato da Jacopo Caldora, e poi dal figlio Antonio, che vi stabilì la residenza fissa, sino alla guerra contro Alfonso d'Aragona, e Ferrante I, che gli confiscarono i beni in Abruzzo e Molise. Nel 1442 Antonio perse i suoi domini nella battaglia di Sessano, fu la fine della dinastia Caldora, sicché il castello di Carpinone fu ceduto ad altri feudatari, tra cui i Pandone di Venafro, i Carafa, i De Regina, i Grimaldi e i De Risio. Nel 1954 il notaio Valente, uno degli ultimi proprietari, fece ricostruire il piano nobile, adattandolo alle esigenze abitative dei suoi tempi. L'entrata al castello era difesa in passato dal ponte lavatoio, e da una porta che dava sul cortile,tirata da catene. Al suo interno si trovano il cortile centrale del piano terra, le stanze delle scuderie, i magazzini e gli alloggi servili. Il piano nobile era costituito da ambienti di rappresentanza, resi confortevoli già all'epoca di Jacopo e Antonio Caldora, al fine di accogliere gli emissari e i sovrani; vi era anche una cappella gentilizia. Il castello oggi è alquanto modificato, soprattutto negli esterni, a causa dei rifacimenti dopo i terremoti del 1456 e del 1805; le torri si presentano ancora intatte, benché intonacate.
- Castello Pandone (Cerro al Volturno): il castello sovrasta lo spuntone roccioso di Cerro, le mura affondano direttamente nella roccia, oppure si adattano con essa. Il castello era a guardia della valle del fiume Volturno, e della relativa abbazia di San Vincenzo. Il castello esisteva già dal X secolo, successivamente l'attuale conformazione la si deve alla famiglia Pandone di Venafro, che lo ebbe dal XV al XVI secolo; tra le modifiche ci sono le torri di guardia a scarpa, la costruzione delle bombardiere alla francese, ad apertura rettangolare che attraversano lo spessore delle mura nelle torri, sulle quali venivano posizionati i cannoni. L'impianto è rettangolare irregolare, con tre torri a scarpa, a pianta cilindrica superiormente, con le feritoie trasformate poi in finestre; la quarta torre è stata distrutta, e vi si trova la semplice angolatura del palazzo. L'interno del castello è stato varie volte trasformato dai proprietari; suggestiva è la stradina a gradini che collega il castello al paese. L'interno oggi ospita un albergo.
- Castello e mura di Fornelli: il castello si trova all'ingresso principale di Fornelli, che mostra ancora le caratteristiche di borgo cinto da mura; questa è dotata di torri circolari di vedetta, la base a scarpa. Il castello è stato ristrutturato nel XVII-XVIII secolo, e si presenta piuttosto come un palazzetto fortificato, conserva due grandi torri laterali di vedetta, e un portale monumentale di accesso al borgo; si sviluppa su due livelli, il pianterreno adibito alle fornaci e il superiore per la residenza del signore. Nel 1744 vi dimorò il re di Napoli Carlo III di Borbone.
- Palazzo baronale Zampino (Frosolone): posto all'accesso del paese vecchio, è quel che rimane dell'antico castello longobardo: l'ingresso è dato da un arco a tutto sesto in pietra, a cui si arriva per mezzo di una scalinata. Tale portale si apre sul cortile interno, un secondo portone consente l'accesso ai piani superiori, la parte del primo livello è caratterizzata da una serie di arcate cieche portanti che sostengono il piano superiore. Una stretta scalinata nell'arcata centrale permette di raggiungere una porta, l'antico ingresso della servitù. Il loggiato superiore fa pensare che si trattasse della porzione destinata agli alloggi del nobile. Nel 1305 il castello fu anche sede del Tribunale dell'Inquisizione, frate Tommaso di Aversa dei Domenicani, giudicò vari colpevoli del gruppo dei Minoriti. Delle torri di controllo che stavano negli angoli del castello, furono distrutte dal terremoto del 1805.
- Castello baronale D'Alena (Macchia d'Isernia): il castello occupa una consistere porzione dell'antico borgo circolare. Fu edificato nel 1100 circa da Clementina, figlia di Ruggero II Normanno, re di Sicilia, quando il feudo fece parte della contea di Ugone del Molise. Il presidio passò nelle mani degli Angiò, degli Afflitto e dei baroni Rotondi. Nel 1480 fu restaurato in stile rinascimentale come residenza patrizia, acquistato da Giovanni Donato della Marra, che fu conte di Macchia. Nel 1748 il castello fui venduto a Maria Grazia Rotondi, poi ceduto a Nicola d'Alena. Celeste d'Alena fu baronessa di Macchia, sposatasi con i Frisari, conti di Bisceglie e patrizi di Castel San Vincenzo. Il prospetto dell'edificio domina la piazza antistante il borgo, abbellito da una loggia rinascimentale di archetti a tutto sesto. La prima parte di questa loggia risale all'epoca aragonese, con copertura che poggia su 5 piccoli archi. Il resto del castello si sviluppa su 3 livelli, di cui il più alto costituisce la mansarda. Nel cortile interno si distingue la bella scalinata rinascimentale con il colonnato, che porta i piani nobili. Nel piano di terra ci sono le cantine, le scuderie e le stanze dei servi. Il piano alto era la dimora dei nobili, con varie stanze, tra cui la cappella privata con reliquie diverse. Nel 1984 il castello fu corposamente restaurato, essendo riportato allo splendore settecentesco.
- Castello angioino di Macchiagodena: principale monumento del paese, fu fondato come torre di guardia dai Longobardi, e nel 1269 da Carlo I d'Angiò fu donato a Barrasio, che lo governasse per conto di Napoli. In questa epoca il castello fu ampliato a pianta quadrata allungata, con quattro torrioni angolari. Nel 1422 fu possesso di Giovanni Cantelmo, come registrato dalla regina Giovanna II di Napoli. Avente pianta irregolare rettangolare, si erge sulla roccia, dove compaiono le due torri maggiori a scarpa. Parte invece ha l'aspetto di un palazzo gentilizio, poiché il castello fu ristrutturato dopo il terremoto del 1805. Interessante è l'ingresso vano rotondo, all'estremità della seconda rampa di accesso. L'interno un tempo aveva tavole dipinte, successivamente scomparse, ed oggi presenta un classico aspetto ottocentesco dove è conservata la biblioteca. Un corridoio conduce ai sotterranei, dove un tempo erano torturati i prigionieri.
- Palazzo Juliani e torre di Ripalta (Miranda): il palazzo è un edificio basso, semplice nello stile, si erge sulle mura del castello feudale, ha un piazzale da cui si gode un bel panorama della vallata. Dell'antica cinta muraria si ricorda Torre di Ripalta Vecchia, una delle zone di avvistamento della valle, che comunicavano tra loro con segnali di luce. Nel 2001 sono stati avviati scavi archeologici da parte del comune di Mafalda e dell'Università del Molise. Il castello di Ripalta Vecchia fu abbandonato dopo il terremoto del 1456, lo spopolamento della vallata causò gravi danni alla struttura, e la nuova comunità corata di importazione da Bisanzio non tenne in conto il castello, ma l'antica Ripalta, poi Mafalda (così nominata in omaggio alla nipote di Vittorio Emanuele II), si sviluppò più a valle.
- Castello medievale di Montaquila: il perimetro dell'antico abitato è circolare, a nido d'aquila; nel XIX secolo le mura vennero in parte distrutte. Per le sovrapposizioni edilizie, è difficile leggere e datare l'impianto murario, modificatosi con inglobamenti del perimetro nelle case, o vere e proprie distruzioni per ampliare e migliorare gli accessi alla cittadina. Si conserva una torre priva della corona merlata, con feritoia murata; sul muro a scarpa che collega la seconda torre, si trova un edificio di mezzo. La parte apicale merlata è frutto di una ricostruzione recente, ma non ci sono le feritoie. Si conservano tracce di mura anche presso la cappella dei Rossi, il muro prosegue a tratti, si conservano tracce di torri, in via Plebiscito, fino a raggiungere la strada dove si trovava la porta di accesso.. Il castello è stato oggi completamente trasformato, e si trovava dove sorge il Palazzo Montaquila-Caracciolo.

- Castello Pignatelli (Monteroduni):

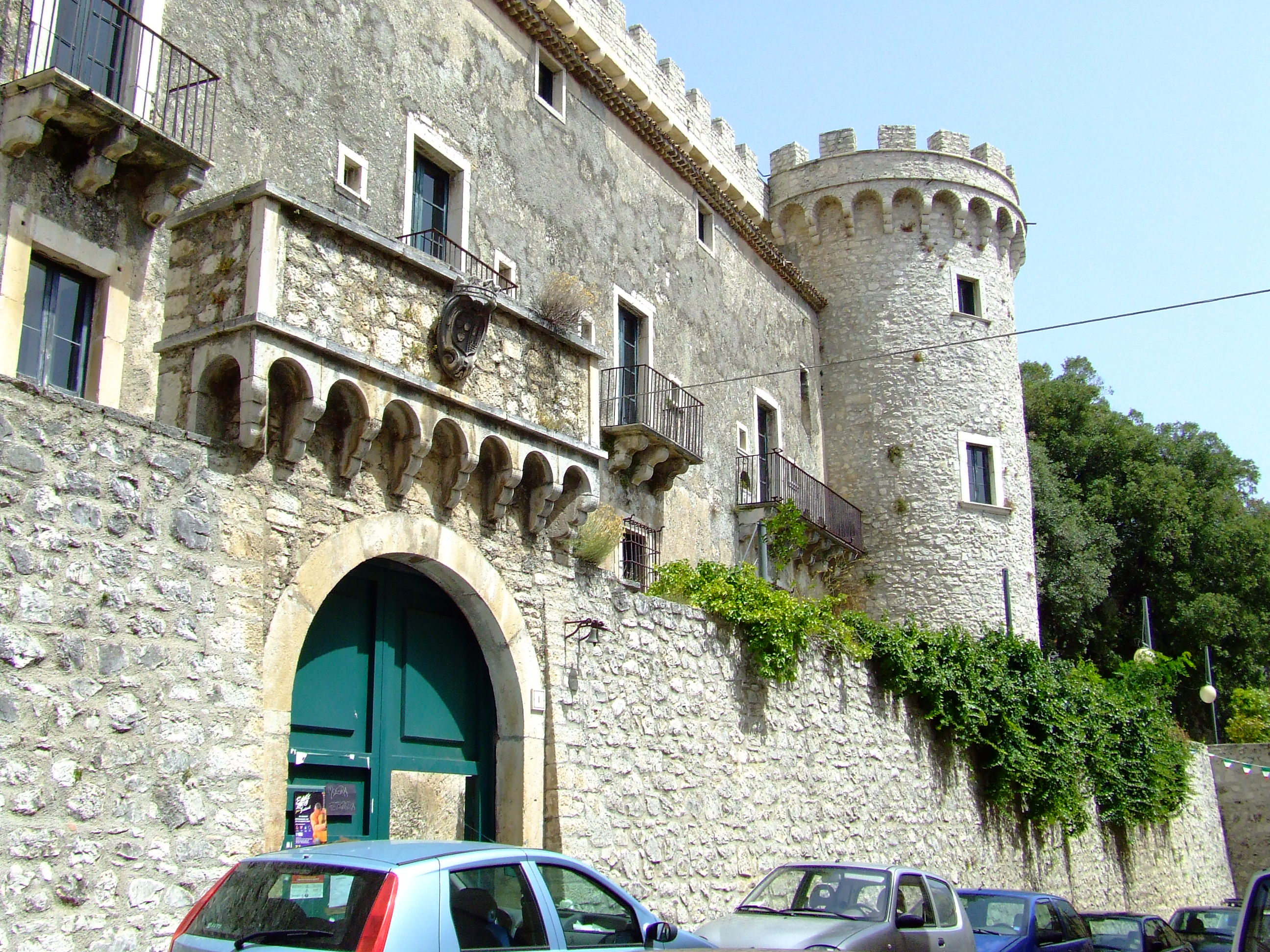
Castello Pignatelli

Monumento principale del paese, è questo castello, risalente forse all'VIII secolo, quando i Longobardi eressero un piccolo fortino, con la cappella di San Michele, loro patrono, oggi parrocchiale del paese. Documenti che citano il feudo risalgono ad Enrico VI, quando Bertoldo di Kunsberg alla testa di soldati tedeschi e fiorentini, assalì il castello nel 1193, posseduto da Tancredi. Nella Cronaca di Riccardo da San Germano, il castello è descritto come uno dei più fortificati della zona del Matese. Dall'esame dell'impianto murario si può ritenere che il nucleo più antico della rocca corrisponda al complesso di costruzioni che sovrastano la cosiddetta "porta falsa", dove ancora si trovano segni di una torre quadrata, sicuramente di epoca anteriore alla dominazione angioina. La torre era collegata a delle case di legno, e alla cinta muraria del borgo, di cui sono visibili resti presso la cinta di recinzione del giardino interno.
il castello fu modificato nel XIV secolo durante il governo degli Angiò, dotato di torri di controllo angolari, piccoli baluardi e feritoie, aggiunte dopo il 1503, quando Monteroduni passò a Ludovico d'Afflitto, i cui familiari lo tennero sino al 1668 quando passò ai Principi Pignatelli. Cessata la funzione difensiva, e stabilita la pianta quadrata del maniero con le torri angolari, il castello passò ai Pignatelli nel XVII secolo, che lo trasformarono in residenza gentilizia, costruirono nel Settecento il grande salone col soffitto ligneo dipinto da 190 tavole di querciolo, oggi riportato all'antico splendore dal restauro. L'esterno, benché di carattere medievale, è frutto di un corposo rifacimento ottocentesco, in quel periodo in cui andava di moda il revival neogotico, di interesse i portali in breccia rossa del Matese, la cui esecuzione risale al XVIII secolo, forse vennero assunti i fratelli romani Geremia e Domenico Ferretti, i quali realizzarono anche il battistero di San Michele.
Lo scalone monumentale è del XVI secolo, del 1752 è la grande tavola lapidea con la pandetta dei pedaggi che si pagavano per passare la Lorda, murata nel 1890 all'ingresso del giardino, dopo il portale con il grande stemma dei Pignatelli. All'esterno, si ha una decorazione della sommità dei quattro lati da merlature pseudo quattrocentesche, così anche le quattro torri circolari, decorate anche da beccatelli allo stile aragonese. Il castello dal 1064 al 1268 fu dei Conti di Molise, poi sotto gli Angiò sino al 1278 andò ad Eustachio d'Ardicourt, nel 1281 fu feudo del Marchese d'Evoli, dei conti di Trivento, nel 1326 passò ai De Sus, nel 133 fu direttamente possedimento di re Roberto d'Angiò, e della regina Sancia, poi fu conteso dai d'Evoli e i Trinci, nel 1441 passò ai Gaetani e agli Afflitto, sino ai Pignatelli, quando nel primo Novecento lo cedettero al Comune, ch vi trasferì gli uffici, rendendo tuttavia il castello fruibile al pubblico.
- Castello medievale di Pesche: cenni del castello provengono dal Chronicon di Montecassino, cui il castello appartenne dall'edificazione sino al XV secolo; nel XII secolo si ha la menzione del feudatario Guglielmo di Pesclo e Cantalupo. Nel 1456 il terremoto del Sannio distrusse il castello che sovrastava il paese di Pesche, appartenne ai De Sangro, ai De Regina, agli Spinelli. Il castello già nel XVIII secolo era inservibile perché in abbandono, si conservano le mura della parte nord-est, con torri cilindriche, la torre nord è coronata da merli, quella ad est è cimata.

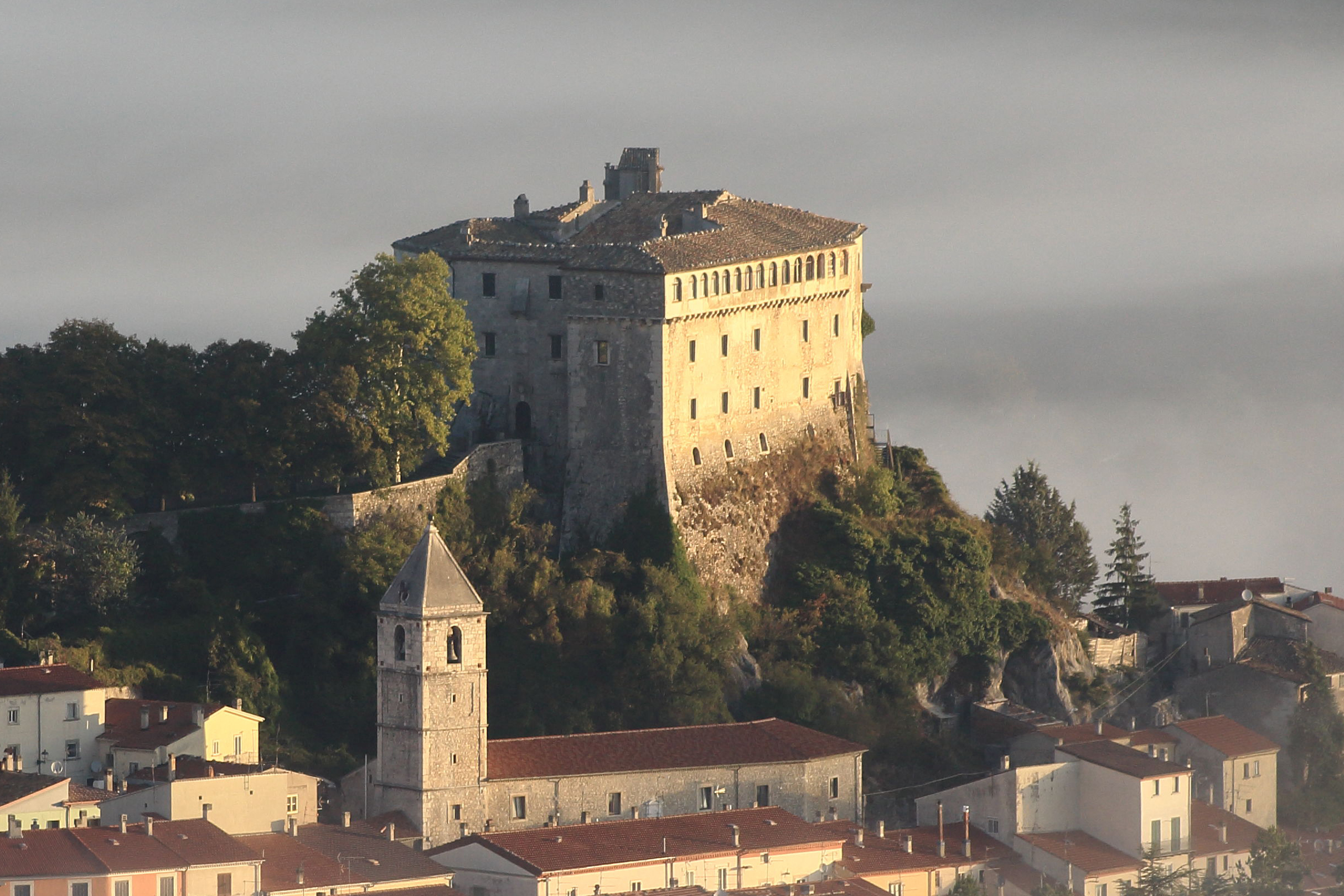
castello d'Alessandro, Pescolanciano

- Castello D'Alessandro (Pescolanciano): si trova sullo sperone roccioso che sovrasta il paese. La struttura originaria cinquecentesca, rifatta sopra una torre di guardia longobarda, all'arrivo della baronia d'Alessandro, era composta da vari corpi di fabbrica disgiunti, con una chiesetta del barone e una grande torre cilindrica. Nel XVII secolo ci furono i lavori di accorpamento delle strutture in un unico grande edificio, che conserva tracce delle strutture più remote, come le bocche da fuoco, sul lato a scarpa del camminamento, il ponte levatoio o la pietraia a difesa dell'accesso. La seicentesca guardiola, con le rispettive pertinenze dei magazzini e scuderia furono realizzate con lo spianamento e formazione del cortile. L'originaria chiesetta rimase in piedi sino al terremoto del Matese del 1805, era composta di marmi pregiati settecenteschi e accoglieva le reliquie di Sant'Alessandro di Brescia, il portale recava la data 1628. Nel 1849 fu ricostruita in forma neoclassiche, mentre il castello assumeva definitivamente l'aspetto di residenza gentilizia. Durante la guerra mondiale ospitò il quartier generale dei tedeschi, e per questo rischiò di essere distrutto. È di proprietà della Provincia di Isernia, ed è visitabile.
- Torre del Marchese (Pietrabbondante): è collegata al principale palazzo Marchesani; si trova nella parte alta del paese, ricostruito sopra il castello longobardo dei Conto di Borrello. Edificato nel XVII secolo per volere di Donato Giovanni, barone di Pietrabbondante, nel 1641 ricevette il titolo di "Barone". Rifatto ampiamente nell'Ottocento, il palazzo non presente caratteristiche militari, eccettuata la vicina torre di guardia. Ha un aspetto dunque neoclassico semplice, con ordine regolare di aperture, e porte ad arco tutto sesto alla base, incorniciate da blocchi di pietra.

La torre Marchesani: sorge sulla roccia di Pietrabbondante, si presenta come una costruzione quadrangolare alta 20 metri, e con 5 metri di larghezza. Risalente al XIII secolo circa, è in blocchi di pietra squadrati, con ordine regolare di piccole feritoie, e comunicava con altre tre torri, demolita nell'Ottocento perché pericolanti. La torre attuale è stata tagliata e restaurata dal barone Donato Giovanni nel XVII secolo, l'accesso originario era dato da un sistema di scale mobili retrattili, l'ingresso infatti è sopraelevato di 3 metri rispetto al piano di calpestio

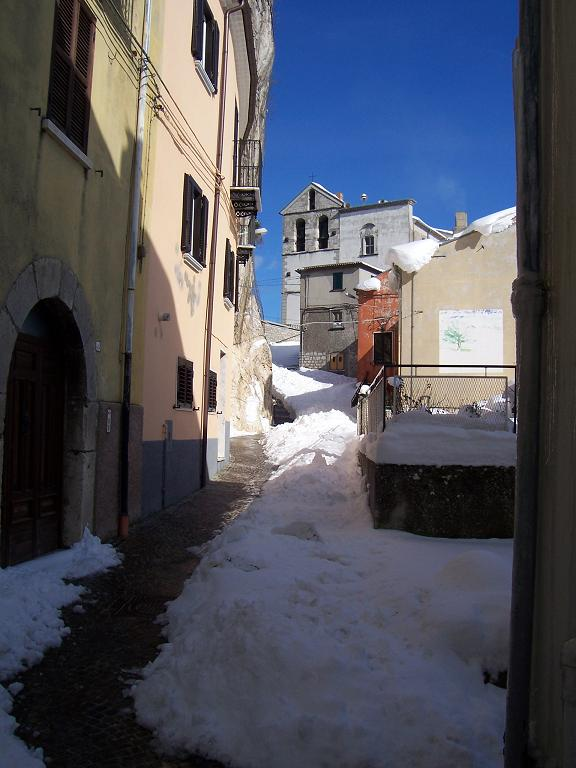
Palazzo baronale Marchesani (a sinistra) presso Pietrabbondante, veduta della chiesa dell'Assunta

- Tracce di mura del borgo di Agnone: Non meno interessante è l'architettura civile del paese: il centro storico è di chiaro stampo veneziano, infatti avventurandosi lungo le stradine del borgo antico ci si imbatte di frequente nelle caratteristiche botteghe veneziane e in piccole statue di pietra raffiguranti, per l'appunto, leoni veneziani. Il castrum di Civitellae era dotato di possenti mura, danneggiate dal terremoto del 1096, e ricostruita durante il periodo svevo. Nell'800 le mura furono quasi tutte smantellate, con la perdita delle porte urbiche di accesso, anche se la pianta urbanistica storica si è ben conservata. Le porte erano:
  - Porta Sant'Antonio (presso la chiesa omonima)
  - Porta Maggiore (all'ingresso del corso Vittorio Emanuele, presso la chiesa di Sant'Emidio)
  - Porta Annunziata (da ovest, presso la chiesa omonima)
  - Porta San Nicola (da est, presso l'omonima chiesa)
  - Porta Semiurno (presso la chiesa di San Marco)
  - Porta San Pietro (presso l'omonima chiesa)
  - Porta Berardicelli (ultima porta sul punto estremo di Agnone da sud, all'inizio del corso Garibaldi)
- Ruderi del castello di Rionero Sannitico: si trovano nella parte alta del paese: ha un impianto piuttosto semplice, che sembra generato da un'originaria torre quadrata longobarda, che aveva la funzione di mastio di protezione, a una modesta articolazione di ambienti attorno a una piccola corte interna. Si conserva bene la cisterna dell'acqua piovana.
- Castello di Roccamandolfi: il castello è citato nel 1195, anno in cui ci fu la guerra di Enrico VI di Svevia e di Tancredi d'Altavilla, poi nel 1221, quando ci fu la guerra tra Federico II e Tommaso di Celano, che vi si rifugiò dopo aver lasciato la sua famiglia nella Rocca di Civita Superiore di Bojano. Infine il castello fu assediato da Federico, mentre Tommaso doveva ripiegare a Celano, e fu conquistato. Il castello ha impianto irregolare, con muratura molto spessa, protetta da 5 torri, una delle quali avente le funzioni di mastio.
- Castello-fortezza angioino di Roccapipirozzi (Sesto Campano): citato nel 1320 per la prima volta come "Rocca Piperoci", la rocca sorge nella parte più alta del paese di Roccapipirozzi, ha una forma irregolare, condizionata dall'andamento naturale della roccia. Al centro spunta la grande torre cilindrica, coronata da alcuni beccatelli (XIV sec). La torre, per l'assenza di pavimentazione, si collegava con delle scale al resto della fortificazione; per secoli questa fortezza svolse l'ultimo baluardo di difesa della Contea di Molise con la Terra di Lavoro del territorio casertano e laziale di Sora.
- Castello e mura di Vastogirardi: Il castello fu costruito nel XIII secolo dagli Angioini sopra il colle montuoso del borgo. Successivamente appartenne ai Caldora e poi a famiglie del regno di Napoli, tra i quali i Caracciolo. Il castello fu oggetto di consolidamento nel XVIII secolo e con tale restauro fu trasformato in residenza gentilizia. Il castello è inglobato nelle mura di cinta della parte più alta del borgo, includendo la piazza e la chiesa parrocchiale di San Nicola. Si accede da un arco a tutto sesto. Della fortificazione angioina resta una torre circolare, e del periodo Caldoresco un loggiato nella parte all'interno del borgo prospiciente la piazza. Il castello assieme al borgo forma una ellisse.

L'andamento orizzontale è spezzato visivamente dalle torri, che danno un senso di verticalità alle mura: queste torri in precedenza forse erano più alte, per poter consentire l'avvistamento; oggi vi sono tre torri, una di queste è rompitratta, le altre sono angolari, ossia il torrione di Casa De Dominicis, e quella a presidio della porta di accesso, a base poligonale; di pensa che possa essere del XVI secolo. Mancano torri nel lato del castello che guarda verso il paese, questo poiché dato lo strapiombo del costone roccioso, era difficile che il castello potesse subire attacchi dai paesani. Le feritoie sono numerose all'interno del castello, dove dovevano servire a difendere l'ingresso; il castello come porta di accesso al borgo, si assicurava la difesa dai banditi e il controllo dei viandanti. Sono visibili i cardini dell'arco maggiore della porta, sulla porta che guarda verso il territorio rurale sono collocati gli stemmi nobiliari e un'iscrizione celebrativa della famiglia Petra, che nel XVII secolo trasformò il complesso edilizio.
- Castello Pandone (Venafro):

Situato ai limiti nord-occidentali della Venafro romana, trae origine da una fortificazione megalitica trasformata successivamente nel mastio quadrato longobardo. Tale trasformazione avvenne quando il conte Paldefrido vi pose la sua sede X secolo. Nel XIV secolo, al mastio quadrato, furono aggiunte tre torri circolari e la braga merlata. Fu trasformato completamente nel XV secolo dai Pandone, signori di Venafro; era difeso su tre lati da un grande fossato alla cui realizzazione fu coinvolta l'intera popolazione. Il fossato non venne mai del tutto completato per via di una rivolta popolare che reclamava le cattive condizioni in cui era costretta a lavorare.
Al castello si accedeva attraverso un ponte levatoio ad ovest e una postierla ad est. Postierla che permetteva l'accesso di un cavaliere alla volta e pertanto poteva essere controllata da una sola guardia. Enrico Pandone lo trasformò in residenza rinascimentale aggiungendovi un giardino all'italiana, un arioso loggiato e facendolo affrescare con le immagini dei suoi poderosi cavalli. I cavalli per il conte rappresentavano la sua attività principale.
Ancora oggi i ritratti di cavalli in grandezza naturale, in numero di ventisei e realizzati in leggero rilievo, decorano tutto il piano nobile e costituiscono un'esclusiva per il castello di Venafro. Nella sala dei cavalli da guerra primeggia la sagoma del cavallo San Giorgio, donato da Enrico a Carlo V.

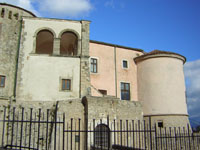
Castello Pandone, la loggia e l'accesso principale

Enrico rimase sempre devoto a Carlo V fino alla discesa di Lotrec dalla Francia. Carlo V ebbe la meglio sul francese e il tradimento costò ad Enrico la decapitazione in Napoli. Al di sotto del piano di ronda un camminamento con feritoie permetteva il controllo del maniero dal piano del fossato. Il camminamento è interamente percorribile. Nel XVII secolo il Castello, dopo essere stato della famiglia vicereale dei Lannoy, passò ai Peretti-Savelli, familiari di Sisto V, e nel secolo successivo alla potente famiglia dei di Capua. Giovanni di Capua lo trasformò nella sua residenza in vista del matrimonio che avrebbe dovuto contrarre con Maria Vittoria Piccolomini, agli inizi del Settecento. Grandi lavori furono intrapresi tra cui la rimozione di gran parte dei cavalli fatti realizzare da Enrico Pandone.
Matrimonio che rimase un sogno per l'immatura scomparsa di Giovanni. Lo stato avanzato dei preparativi per tale evento aveva portato a concretizzarlo nel grande stemma, che è ancora nel salone, dove l'unione dei blasoni delle due casate ricorda un avvenimento che non è mai accaduto. Dopo anni di lavori di restauro, che come tutti gli interventi ha momenti felici e meno felici, il Castello di Venafro ospita convegni e mostre e può essere visitato ogni giorno. Dal 2013 il Castello è sede del Museo Nazionale del Molise, con una ricca Pinacoteca di testimonianze artistiche molisane, confrontate con altre di proprietà statale, provenienti dai depositi dei Musei di Capodimonte e San Martino di Napoli, della Galleria Nazionale d'Arte Antica di Roma e del Palazzo Reale di Caserta. Il percorso è diviso in due sezioni: il castello, “museo di se stesso”, con le sue valenze urbanistiche, architettoniche e decorative, e l'esposizione al secondo piano di affreschi, sculture, tele, disegni e stampe, in un itinerario che documenta la cronologia – dal Medioevo al Barocco – e i diversi orientamenti culturali di committenti e artisti in Molise.